# Франція
Фра́нція (фр. France, МФА: /fʁɑ̃s/ⓘ), офіційна назва — Францу́зька Респу́бліка (фр. République française, МФА: /ʁe.py.blik fʁɑ̃.sɛz/ⓘ) — держава, територія якої складається з метрополії в Західній Європі та низки заморських володінь. Територія метрополії простягається з півдня на північ від Середземного моря до Ла-Маншу та Північного моря, а зі сходу на захід — від Рейну до Атлантичного океану. Межує на північному сході з Бельгією, Люксембургом і Німеччиною, південному заході з Іспанією та Андоррою, на сході — зі Швейцарією, на південному сході з Італією та Монако. Заморські території — Французька Гвіана в Південній Америці та кілька островів в Атлантичному, Тихому й Індійському океанах, серед яких Гваделупа, Сен-Бартелемі, Сен-Мартен, Мартиніка, Майотта, Реюньйон, Сен-П'єр і Мікелон, Нова Каледонія та Волліс і Футуна. 18 регіонів країни (5 з яких заморські) охоплюють загальну площу в 643 801 км² та мають населення у 67,08 мільйонів осіб (Станом на  2020). Франція — унітарна змішана республіка зі столицею в місті Париж, найбільшому місті країни та її головному культурному й економічному центрі. Іншими основними міськими територіями є Ліон, Марсель, Тулуза, Бордо, Лілль і Ніцца. Франція, включаючи її заморські території, має найбільшу кількість часових поясів серед усіх країн світу, 12.
Під час залізної доби, те, що зараз є метрополією Франції, заселили галли, кельтський народ. Рим анексував цю територію у 51 році до н. е., утримуючи її до приходу германських франків у 476 році, які утворили Франкське королівство. Верденський договір 843 року поділив Францію на Східне, Середнє та Західне франкські королівства. Західне королівство, яке стало Французьким королівством у 987 році, було потужною європейською державою середньовіччя при королі Філіпі II Августі. В епоху Відродження процвітала французька культура й було створено глобальну колоніальну імперію, яка до XX століття стала другою за величиною у світі. У XVI столітті, Франція пережила релігійні громадянські війни між католиками та протестантами (гугенотами). У XVII столітті при Людовіку XIV, Франція стала домінівною в Європі культурною, політичною та військовою силою. В кінці XVIII століття Французька революція скинула абсолютну монархію, створивши одну з найстаріших республік у новітній історії та розробивши Декларацію прав людини та громадянина, яка й донині виражає ідеали нації.
У XIX столітті, Наполеон взяв владу й заснував Першу французьку імперію. Його Наполеонівські війни (1803—1815) сформували хід історії континентальної Європи. Після розпаду імперії, Франція пережила бурхливий період зміни урядів, який завершився створенням Третьої Французької Республіки у 1870 році. Франція була важливим учасником Першої світової війни, з якої вона вийшла переможцем, а також була членом антигітлерівської коаліції у Другій світовій війні, однак була окупованою країнами Осі у 1940 році. Після визволення країни у 1944 році, пізніше створена Четверта республіка була розпущена під час Алжирської війни. П'яту та нині чинну республіку на чолі з Шарлем де Голлем утворено в 1958 році. Алжир та більшість інших колоній стали незалежними у 1960-х роках, зберігши тісні економічні та військові зв'язки з Францією (див. франкофонія).
Протягом останніх п'ятисот років Франція була однією з провідних країн світу з сильними культурними, науковим, економічними, військовими та політичними впливами на Європу та увесь світ. Країна має п'яту за величиною кількість світових об'єктів світової спадщини ЮНЕСКО та є провідним туристичним напрямком, який у 2018 році прийняв понад 89 мільйонів іноземних відвідувачів. Франція — розвинена країна із сьомою за величиною номінального ВВП економікою у світі, і десятою за величиною ВВП (ПКС). За сукупним багатством домогосподарств країна займає 4-те місце у світі. Франція займає високі сходинки у міжнародних рейтингах якості освіти, охорони здоров'я, тривалості життя та людського розвитку. Франція вважається великою державою в глобальній політиці, бувши однією з п'яти постійних членів Ради Безпеки ООН із правом вето та офіційно ядерною державою. Країна є провідною державою-членом Європейського Союзу та Єврозони, а також членом Великої сімки, Організації Північноатлантичного договору (НАТО), Організації економічного співробітництва та розвитку, Світової організації торгівлі та Франкофонії.

## Походження назви
Назва Франція походить від лат. Francia — Земля франків. Існує кілька версій походження цього топоніма:
- від протогерманського frankon, що перекладається як спис, або від lance — сокири для метання у франків, відомої як франциска[13];
- за іншим припущенням, від давньогерманського слова франк, що означає вільний. Хоча можливий і зворотний вплив. Слово вільний могло асоціюватися з етнічною назвою франків, оскільки вони, як завойовники, мали статус вільних людей[14].

Німецькою, як й іншими германськими мовами, як-от голландською та скандинавськими мовами, Францію досі називають Королівством франків (нім. Frankreich, нід. Frankrijk, дан. Frankrig, норв. Frankrike).
Назва території Франції до приходу франків — Галлія — від кельтського племені галлів.

## Символіка

Свобода, що веде народ

Національне свято — 14 липня — День взяття Бастилії (1789).
Гімн Франції — пісня «Марсельєза», яка була написана в Страсбурзі у 1792 році, а 14 липня проголошена національним гімном. Девізом країни є три всім відомих слова: «Свобода, Рівність, Братерство».
Прапор Франції — синьо-біло-червоний. Білий колір символізує королівську владу, а синій і червоний — кольори кокарди національної гвардії Парижа.
Єдиного і визнаного всіма герба зараз у Франції немає. З римських часів існує обов'язкова частина офіційного герба — лікторський пучок, який після Паризької Комуни був оточений лавровим вінком, орденом почесного легіону, гілками оливи й дуба. У 20-ті роки XX ст. герб був дещо змінений, і є одним із символів Франції. Крім того, існує Великий герб Франції, в якому об'єднані успадковані з далекого середньовіччя герби 56 французьких історичних провінцій і територій.
Своїм національним символом французи вважають Маріанну — символічний жіночий образ, який уособлює Францію.
Ще одним неформальним, але дуже поширеним символом Франції є шестикутник (фр. Hexagone), оскільки обриси метрополійної території Франції нагадують на мапі саме цю геометричну фігуру.

## Географія

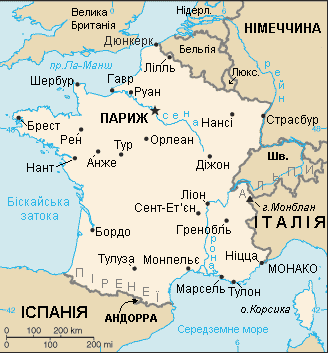
Мапа Франції

Франція займає західну частину Європейського материка. Завдяки своєму географічному та геополітичному розташуванню Францію нерідко називають «центральною країною Західної Європи». Франція має одночасний вихід до Атлантичного океану, Середземного моря і через Ла-Манш у Північне море та контролює головні гірські системи Західної Європи, межує з Андоррою, Бельгією, Люксембургом, Німеччиною, Швейцарією, Італією та Іспанією. За формою її територія вписується в шестикутник (французи так і називають свою країну — l'Hexagone — шестикутник).
Територія материкової частини (без урахування заморських володінь) — 551,6 тисячі км².
У Франції представлені три різних типи рельєфу — високі гори, древнє плато і рівнини. Західні та північні райони Франції — рівнини й низькогір'я. В центрі та на сході — середньовисотні гори. На південному заході — Піренеї. На південному сході — Альпи (найвища вершина Франції та Західної Європи — г. Монблан, 4807 м). Інші великі гірські системи окрім цих — Центральний Французький масив, Юра, Вогези та Севенни.
Великі річки — Луара (найдовша річка країни, 1020 км), Рона, Сена, Гаронна, Рейн (вздовж кордону з Німеччиною).
Узбережжя Гвіани — низовинне й болотисте, тягнеться смугою шириною приблизно 20 км вздовж усього берега Атлантичного океану, займаючи близько 6 % площі території. Уся інша частина Гвіани — лісисте плоскогір'я, з висотами, що досягають 850 м.
Бразильсько-французький кордон (також Кордон між Францією і Бразилією; фр. Frontière entre le Brésil et la France) — державний кордон, що розділяє національні території Бразилії (штат Амапа) і Франції (Французька Гвіана) на північному сході Південноамериканського континенту. Довжина кордону — 673 км. Це найдовший кордон Французької республіки. Для порівняння: наступний за ним франко-іспанський кордон на 50 км коротший

### Клімат
Франція лежить у помірних широтах і є єдиною європейською країною, яка розташована в чотирьох кліматичних зонах: атлантична (на заході), континентальна (в центрі та на сході), альпійська і середземноморська (на півдні).
Клімат Франції сприятливий для життя населення. Кліматичні умови досить різноманітні. Для Нормандії та Бретані характерним є морський клімат, що поширює свій вплив на всю західну частину країни. Особливо м'яким і вологим кліматом відрізняється Бретань, для якої характерна мала різниця між літніми та зимовими температурами, а також похмурі дні з сильними вітрами. Взимку тут тепло (середня температура січня +7 °С), але літо прохолодне, похмуре (у липні +17 °C). У східних районах країни домінує континентальний клімат: тут річна амплітуда середньомісячних температур досягає 20 °C.
Рівнини на південному узбережжі мають приємний середземноморський клімат: морози тут вкрай рідкісні, проливні дощі навесні й восени хоч і сильні, але короткочасні, а влітку дощів практично не буває. Південь Франції — регіон, де близько 100 днів у році дме «Містраль» — холодний сухий вітер із долини Рони.
Клімат Гвіани субекваторіальний, з майже постійними температурами, від 25 до 28 градусів. Кількість опадів становить 2500—4000 мм на рік.

### Флора і фауна
У Франції збереглися лише незначні залишки колись величних лісів, які покривали рівнини та низькі гори. У наш час більша частина рівнин розорана, а лісам залишені території з біднішими ґрунтами. Однак уздовж доріг та каналів зазвичай тягнуться лісові посадки, що особливо типові для ландшафтів Бокаж (bocage) Нормандії та Бретані. В горах поблизу снігової лінії поширені оголені скельні субстрати з мохів та лишайників. Далі вниз по схилах, але вище верхньої межі лісу альпійські луки використовуються для випасу овець і великої рогатої худоби. Нижче верхньої межі лісу вищий пояс представлений хвойними лісами з сосни, модрини, ялиці і ялинки, біля самої межі їх зростання гальмується, і переважає криволісся, але з пониженням висоти дерева стають вищі й стрункіші. Хвойні ліси змінюються широколистяними з дуба, бука і каштана.
Найсвоєрідніша рослинність середземноморського узбережжя, де можуть рости лише рослини, що переносять тривалу літню посуху. Замість лісів тут ростуть ізольовані невисокі дерева і чагарники, між якими зустрічаються виходи корінних порід. Найхарактерніші дерева — оливкове дерево, корковий дуб і алеппська сосна.

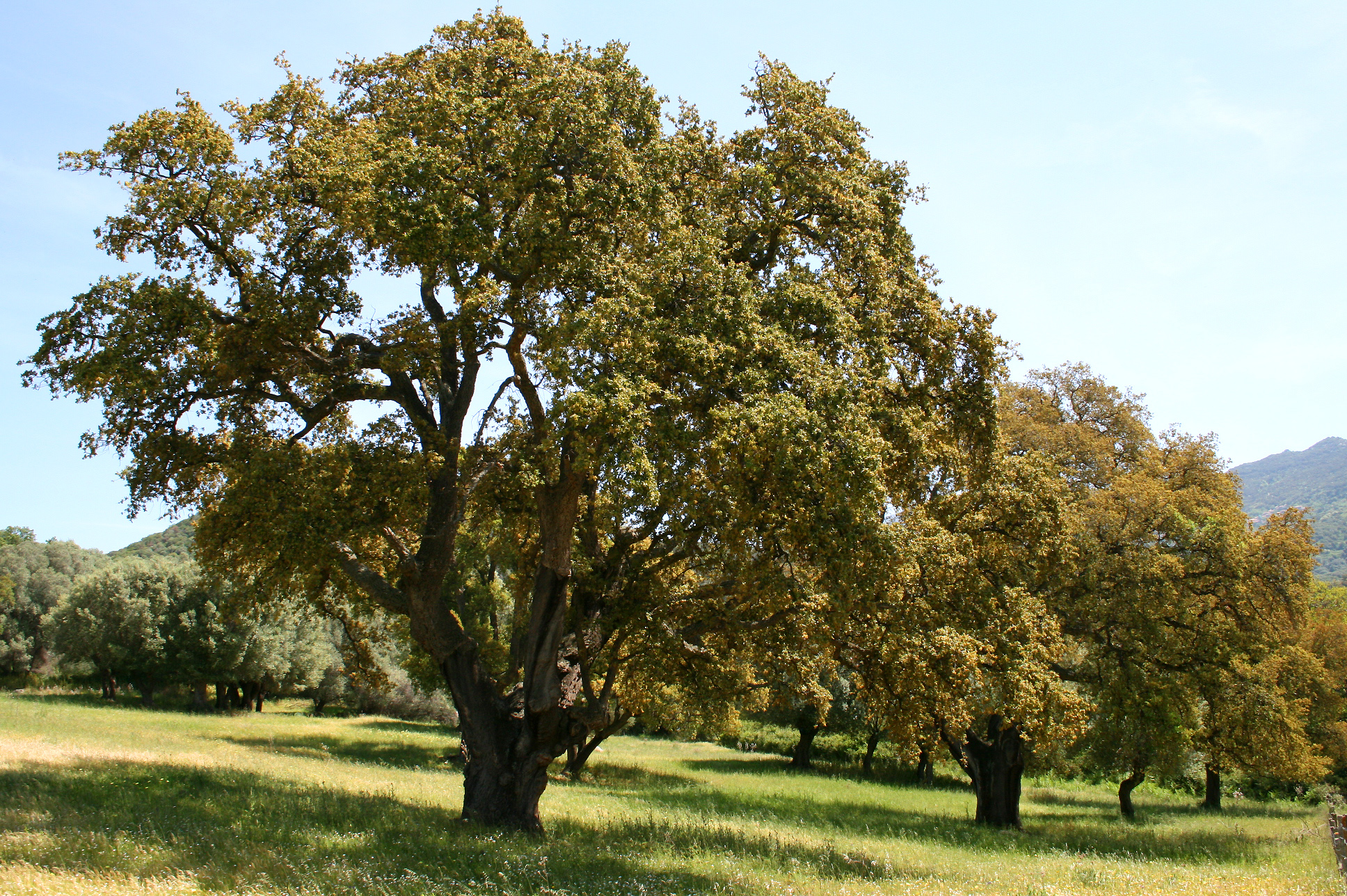
Корковий дуб у Південній Корсиці
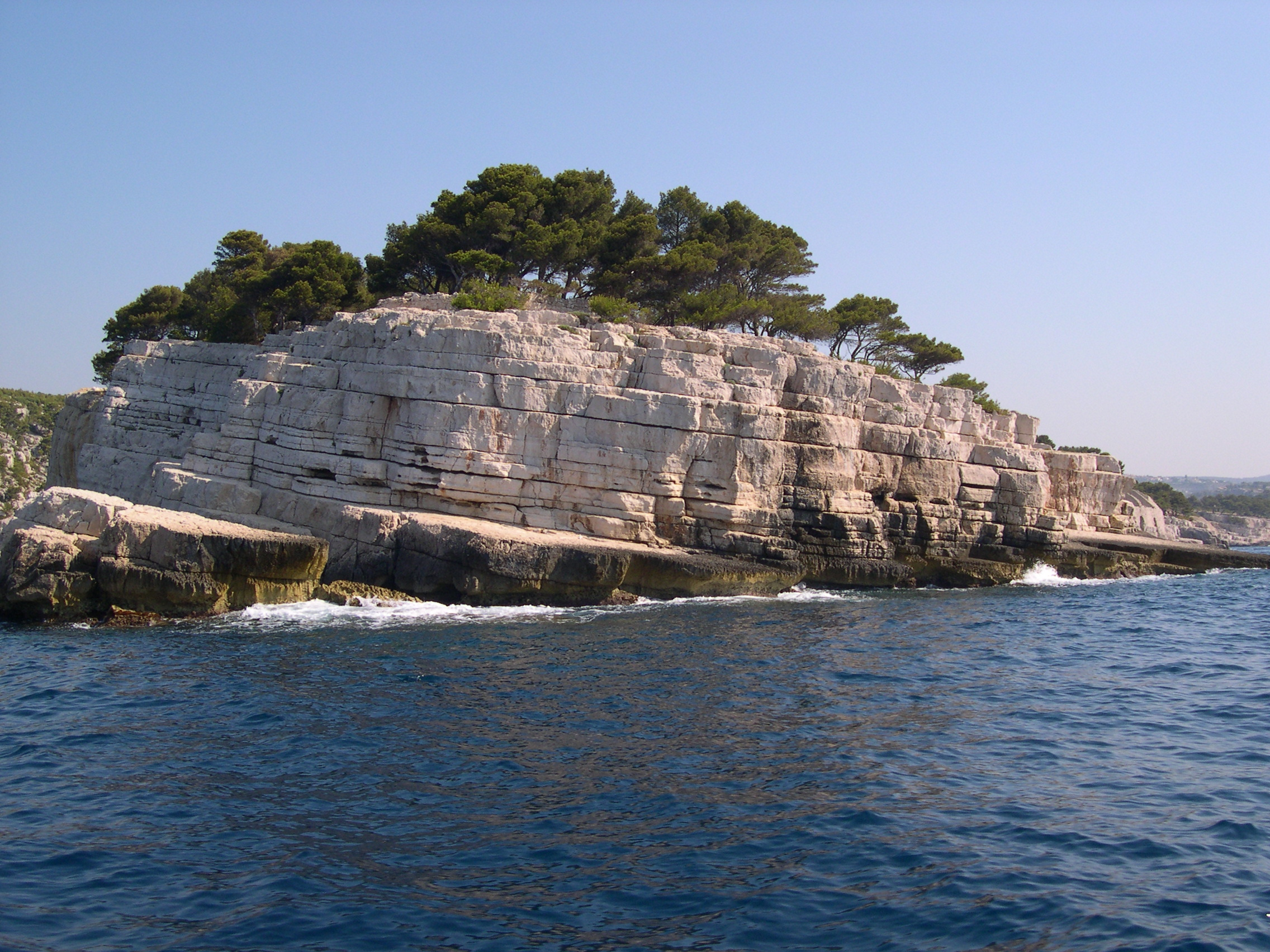
Алепська сосна поблизу Марселя
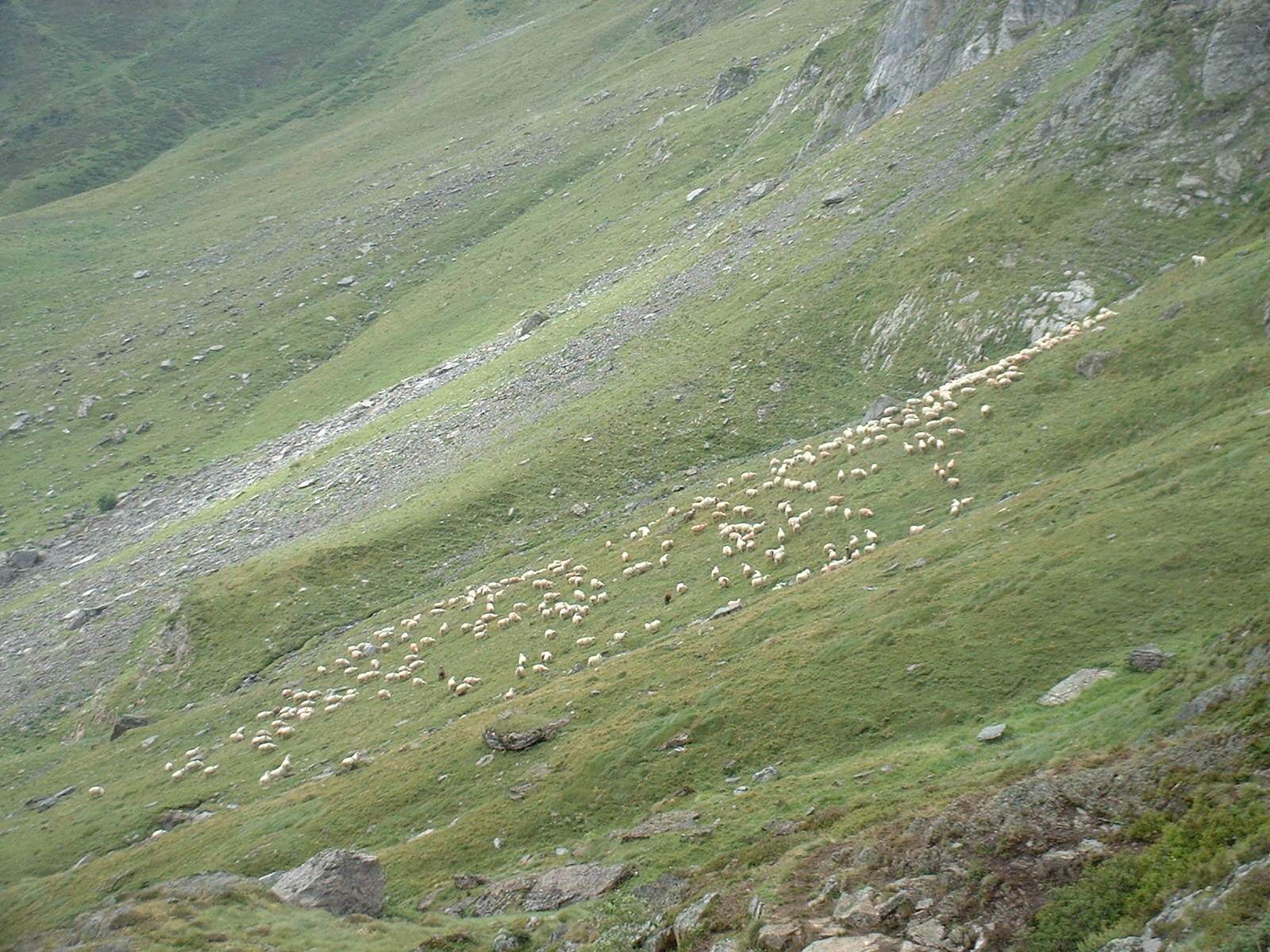
Альпійські луки у французьких Піренеях
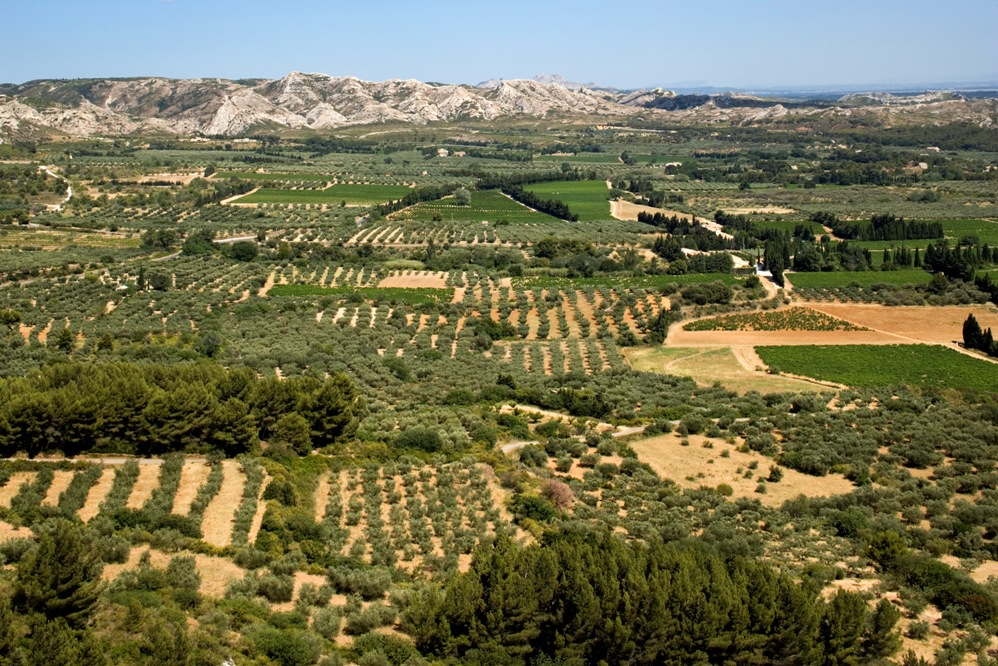
Оливкові дерева південної Франції (Буш-дю-Рон)

Тваринний світ Франції сильно збіднів під впливом господарської діяльності людини. Проте тут дика фауна збереглася краще, ніж у сусідніх країнах. Зустрічаються середньоєвропейські, середземноморські та альпійські види тварин, особливо багато їх у заповідниках і національних парках. Наприклад, у Західно-Піренейському парку мешкають бурі ведмеді й скельниці, в Національному парку Вануаз у Савої — гірські козли.
З хижих ссавців на території Франції поширені лисиця, борсук, видра, а на півдні — генета. З гризунів характерні вивірки, щурі та миші. У південних районах багато кажанів. Місцями збереглися зайці, а з копитних в окремих великих лісових масивах зустрічаються олень благородний, сарна європейська, свиня дика і бобер європейський. На о. Корсика в горах водяться муфлони, або дикі барани (від яких, ймовірно, походять домашні вівці).
Дуже багатий і різноманітний світ птахів. Наприклад, у Піренеях, рухаючись від передгір'я до вершин, можна послідовно спостерігати такі види: весняний вівчарик (Phylloscopus trochilus), снігур, пискуха, лучна трав'янка, дрізд співочий, глухар, жовтобровий вівчарик, вальдшнеп, червонокрилий стінолаз, білодзьобий дрізд, альпійська галка, сіра та тундряна куріпка та альпійський в'юрок. З птахів, що харчуються падлом, виділяються бородань, білоголовий сип і стерв'ятники. У горах Франції збереглися великі пернаті хижаки, зокрема орли та орлани. Великою кількістю водоплавних та інших птахів відрізняється район Камарг у дельті Рони.

### Екологія
Франція є однією з перших країн у світі, яка створила Міністерство навколишнього середовища. У Франції є національні парки Вануаз, Екрен, Меркантур, Пірене, Пор-Кро, Севенни; багато резерватів і заказників.
Національний парк Гвіанська Амазонія (фр. Parc amazonien de Guyane) — найбільший національний парк Франції, розташований у Французькій Гвіані. Площа парку — 33,9 тисяч кв.км. Утворено 27 лютого 2007 року.
У парк не ведуть ніякі дороги, і доступ до нього можливий повітряним або водним шляхом.

## Адміністративний устрій
101 департамент (département), 22 метропольних та 5 заморських регіонів (région), 329 округів (arrondissement), 3883 кантони (canton), 36783 комуни або муніципалітети (commune). Існує також поділ на 37 історичних провінцій.

### Заморські території

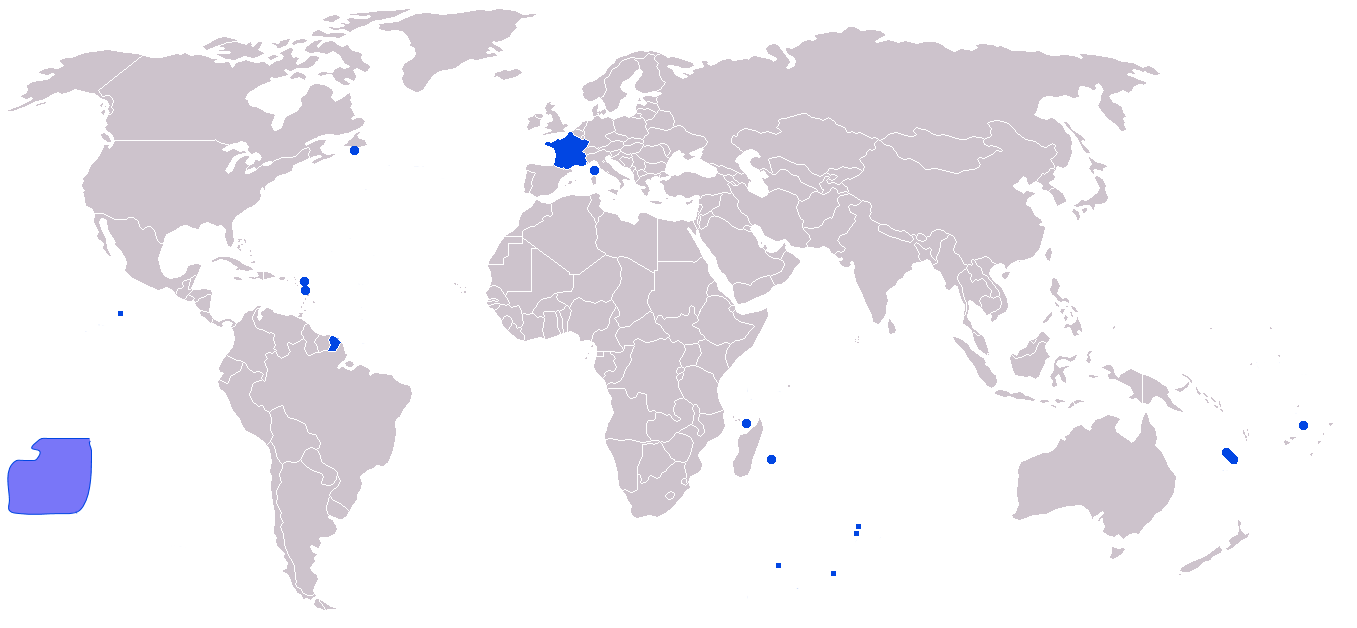
Карта заморських територій Франції

Володіння: в Америці — Гваделупа, Французька Гвіана, Мартиніка, Сен-Бартельмі, Сен-Мартен (Центральна Америка), Сен-П'єр і Мікелон (поблизу південно-східного узбережжя Ньюфаундленду); в Африці — Реюньйон та Майотта (біля південно-східного узбережжя); 5 заморських територій: в Океанії — Нова Каледонія, Французька Полінезія, до складу якої входять острови Товариства, Маркізькі острови, архіпелаг Туамоту, Тубуаї, острови Гамб'є; острови Волліс і Футуна, розташовані на екваторі, в південно-західній частині Тихого океану між Фіджі та Самоа; Кліппертон. Французькі Південні та Антарктичні Території розташовані на півдні Індійського океану. Завдяки цьому Франція є третьою державою світу (після США і Великої Британії) за розмірами заморських володінь.

## Історія

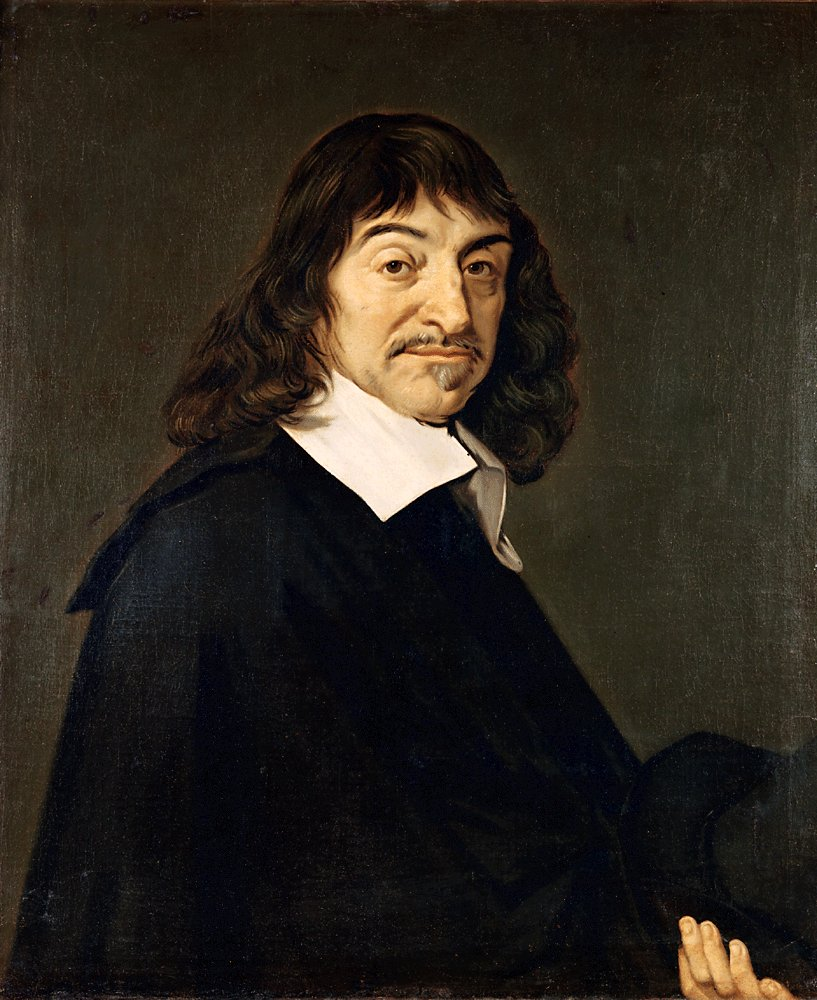
Рене Декарт

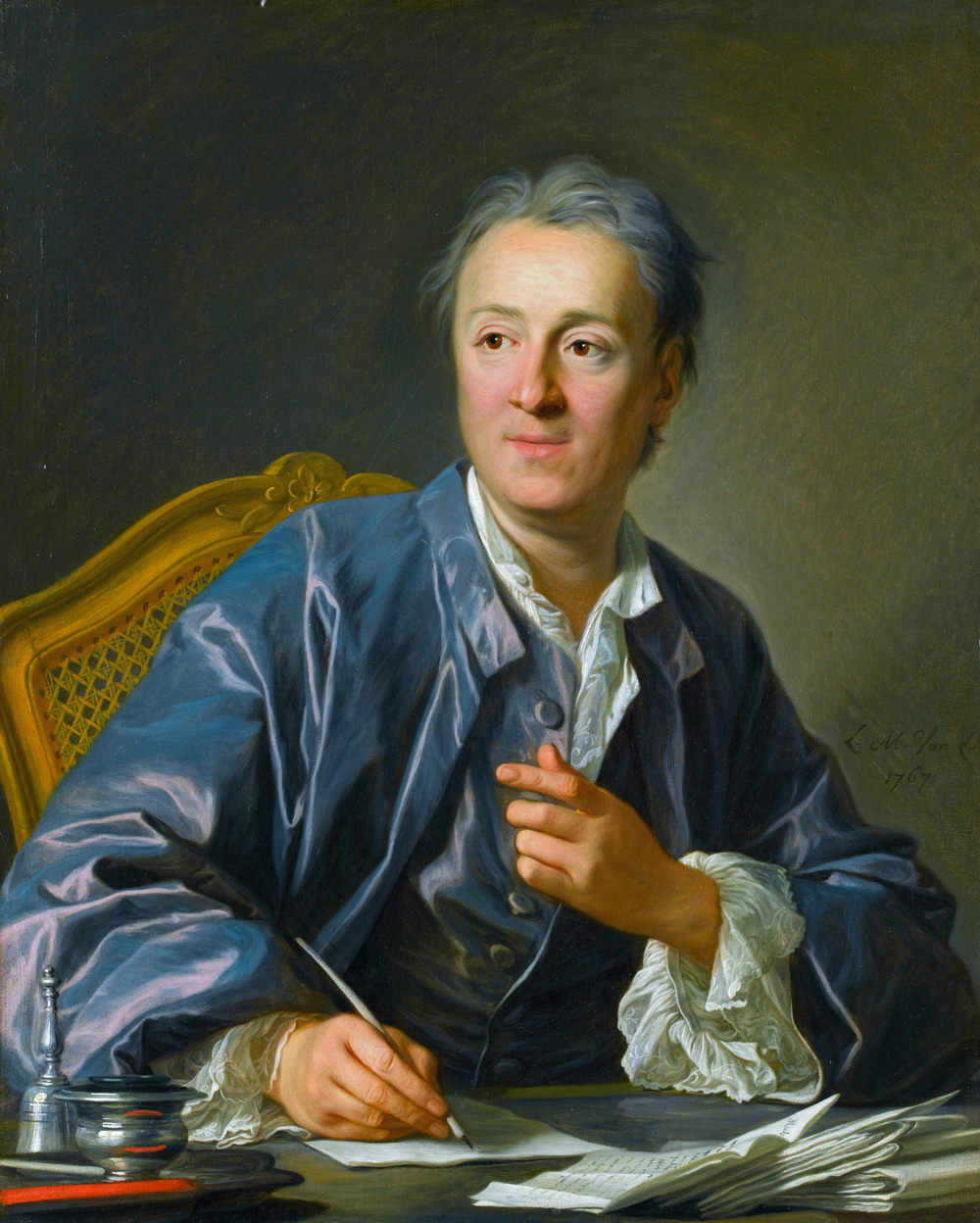
Дені Дідро

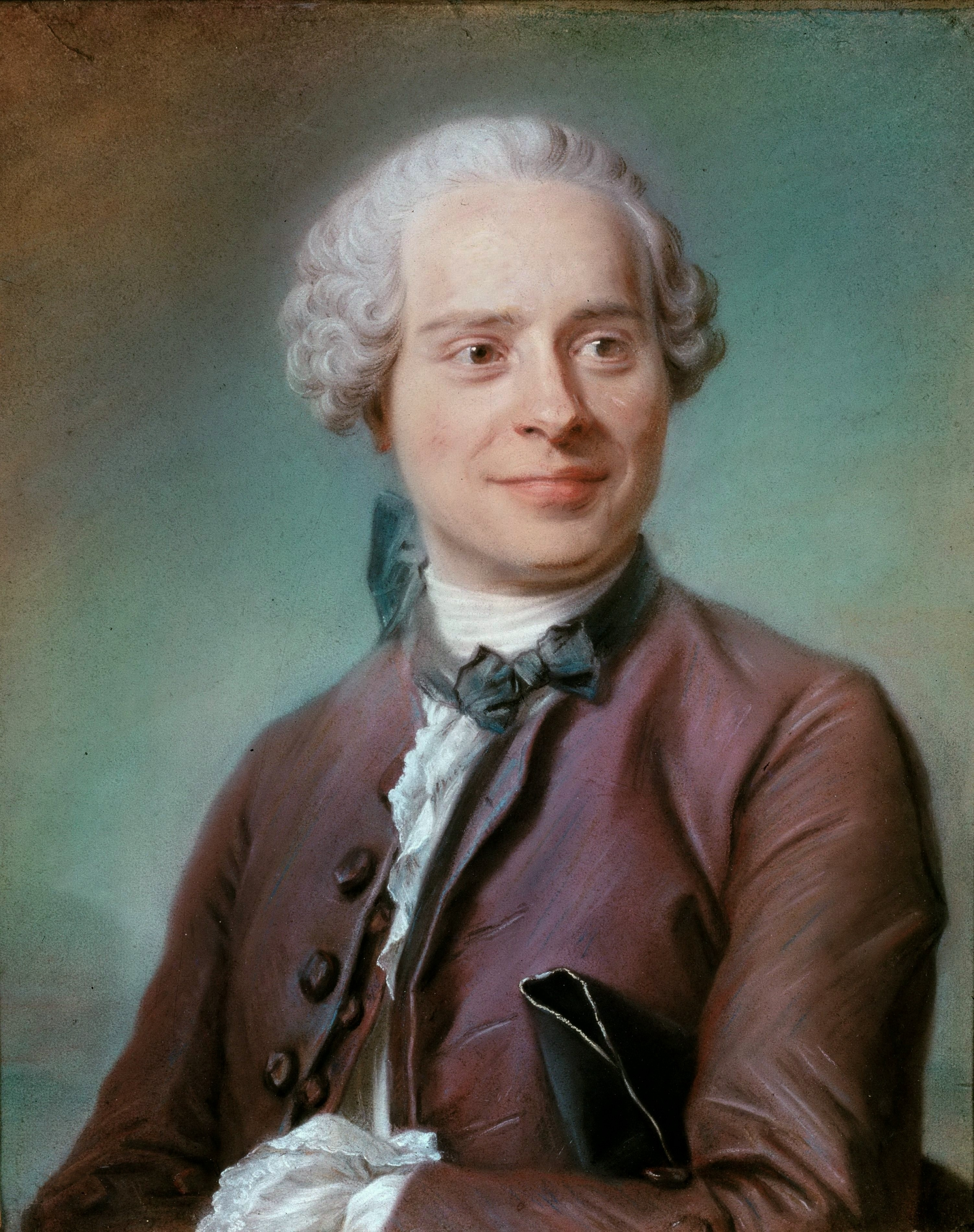
Жан Лерон д'Аламбер

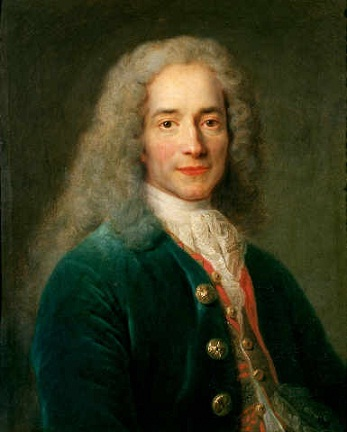
Вольтер

Наполеон Бонапарт

### Доісторична епоха та античність
Франція — європейська держава, історія якої мала величезний вплив на долю Європи.
Поява першої людини на території сучасної Франції датується періодом Середнього палеоліту (40 000 — 90 000 років тому).
Перших мешканців змінили в Кам'яну добу кроманьйонці, які з'явилися приблизно 25 000 років тому й своєю чергою були витіснені 16 000 років опісля людьми епохи неоліту.
Кремнієві наконечники й знаряддя праці замінені на залізні, коли між 1500 і 500 роками до н. е. з'явилися кельтські племена.
Після кількох століть конфліктів між галлами та римлянами Юлій Цезар у 52 до н. е. завоював ці території, а до II століття н. е. жителі регіону були частково навернуті до християнства.
Територія залишалася під владою римлян до V століття, в якому регіон завоювали франки та інші германські племена.

### Середньовіччя
Середньовіччя ознаменувалося нескінченними битвами за владу між франкськими династіями.
Карл Великий правив з 768 по 814 рік і припинив розбрати, значно розширивши кордони свого королівства, а у 800 році зажадав корону Священної Римської Імперії. Після розділення імперії між трьома внуками Карла Великого згідно з Верденським Договором 843, Каролінги продовжували утримувати трон у всіх трьох країнах, які були створені: Західно-Франкського королівства, Середній Франкії та Східно-Франкського королівства. У 987 р. Капетіанська династія одержала трон у Західно-Франкського королівства, яке стало Францією.
У XI ст. настав час відродження і процвітання наук, попри тяглі війни з Англійським королівством. В той самий час країна втягнута в Хрестові походи — священну війну, яку вела Церква з нехристиянськими народами Сходу.
Назва «Франція» згадується з XI ст. Вона походить від латинського Regnum Francorum — «Королівство Франків». Французькі королі IX—XIV ст. часто отримували прізвиська, які характеризували їхнє правління або особу. Наприклад: Людовик I Благочестивий, Карл II Лисий, Роберт II Побожний, Людовик VI Товстий, Людовик VII Молодий, Людовик IX Святий, Філіпп III Сміливий, Філіпп IV Вродливий, Іоанн II Добрий.
Початок XV ст. — кінець прямої гілки династії Капетингів династії. Франція продовжує Столітню війну (1337—1453 рр.) проти Англійського королівства. Національний дух військ значно підійняла 17-річна дівчина, Жанна д'Арк, яка в 1429 році об'єднала французькі війська для захисту Орлеана. Її схопили, передали в руки англійців та засудили. Загинула вона на багатті в місті Руан за єресь.
Англійці були вигнані з усіх французьких земель (за винятком Калаїс) у 1453 році. Релігійні та політичні переслідування, кульмінацією яких стали релігійні війни (1562—1598 рр.), продовжували краяти Францію протягом всього XVI ст.
У 1572 році, в Парижі, під час різні на Карнавалі у Варфоломіївську Ніч вбито близько 3000 гугенотів. Пізніше гугенотам були гарантовані релігійні, цивільні та політичні права.
У 1574 р. королем Франції став Генріх III. Його вбив фанатик-чернець у 1589 р., але перед смертю він встиг оголосити своїм наступником Генріха Наваррського (Генріха IV). Генріх IV був протестантом і не здобув визнання французів. У 1593 р. він відрікся від протестантської релігії та зі словами «Париж вартий меси» прийняв католицизм.
На початку XVII ст. країна потрапила під владу кардинала Рішельє, який домігся утворення абсолютної монархії та затвердив домінування Франції в Європі.
У XVII ст. відбулася 30-річна війна з Австрією та Іспанією, кардинал Рішельє був призначений прем'єр-міністром. Після смерті його змінив італієць Мазаріні. Після смерті Мазаріні Людовик XIV («Король-Сонце»), який прийшов до влади, відмовився від прем'єр-міністрів і сам правив країною. При ньому королівський двір перенесено з Парижа в збудований у Версалі палац. Час правління Людовика XIV — час Мольєра, Лафонтена, Корнеля і Расіна. На поточні політичні події впливали придворні дами.
Людовик XIV вів сповнене розвагами життя. Перед смертю він сказав сину, Людовику XV: «Я дуже любив війну і будівлі. Не наслідуйте мене в цьому. Спробуйте допомогти своєму народу, чого я, на жаль, не зміг зробити».
XVIII ст. — епоха Просвітництва (Дідро, Вольтер, Руссо, Монтеск'є), ідеї встановлення «царства розуму».

### Новий і новітній часи

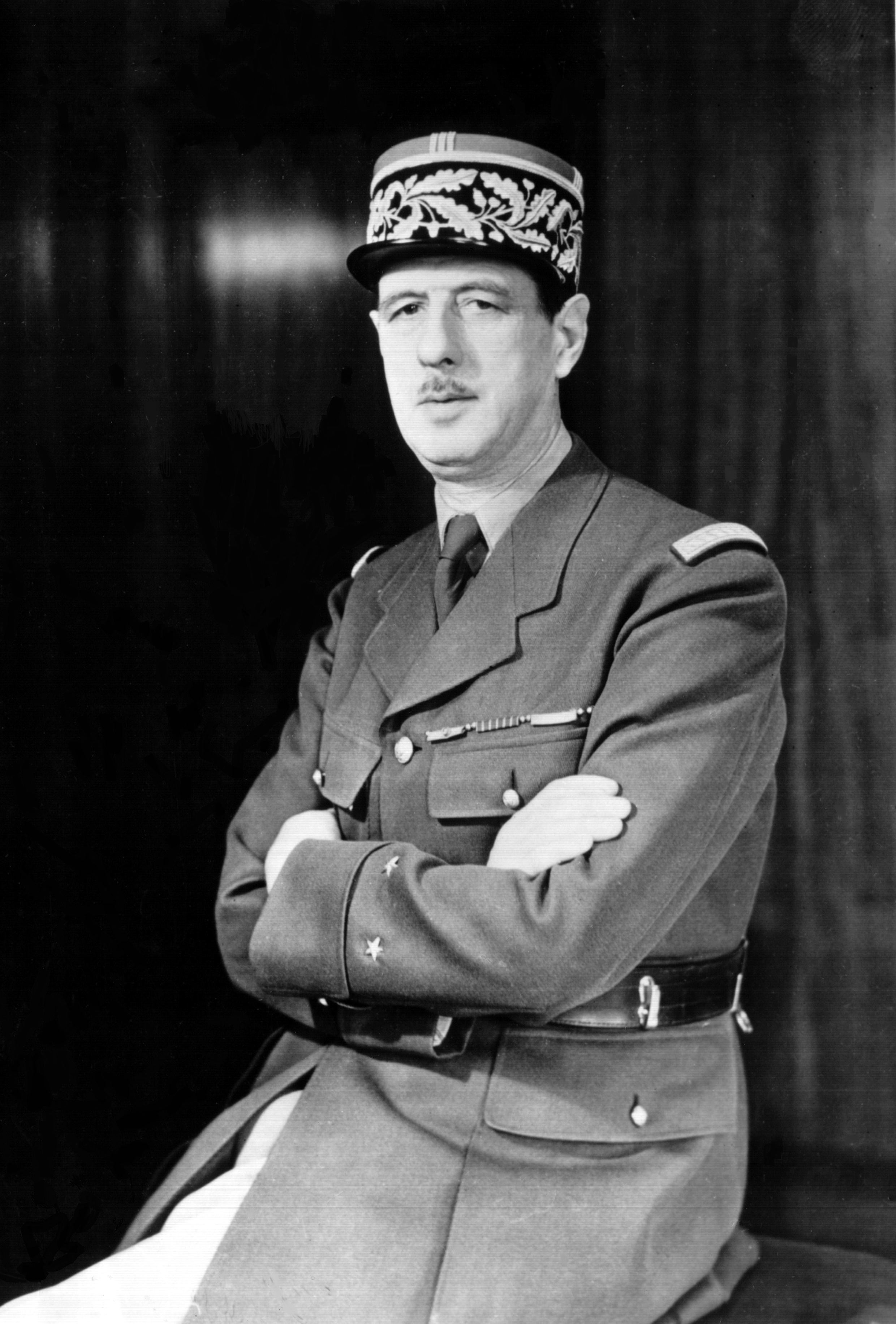
Шарль де Голль

1789 рік. 14 липня паризька чернь штурмувала Бастилію — символ деспотизму. Революцією керували помірковано налаштовані лідери, але згодом до влади прийшли радикальні якобінці на чолі з Робесп'єром, Дантоном і Маратом. 1792 року вони заснували першу Республіку, фактично здійснюючи диктаторський контроль над країною. Настав час Влади Терору (1793—1794 рр.), коли були введені масові страти й закриті церкви.
Революція обернулася проти своїх лідерів, страчених на гільйотині. З глибин цього хаосу з'явився Наполеон Бонапарт. Прославившись завдяки ряду блискучих перемог за кордоном, Наполеон привласнив собі найвищу владу в 1799 році.
Почалася нескінченна серія воєн, внаслідок яких Франція домоглася контролю над значною частиною Європи. Закінчилося все катастрофічною кампанією проти Росії у 1812 році, яка призвела до повалення Бонапарта і висилки його на крихітний середземноморський острів Ельба.
Його повернення і тріумф тривали сто днів, до того як його війська були остаточно розбиті британцями при Ватерлоо. Британці заслали Бонапарта на південно-атлантичний острів Святої Олени, де він і помер у 1821 році.
Наполеона поважають у Франції як національного героя. Він опублікував Цивільний Кодекс Законів (Закон Наполеона), який покладено в основу системи законів сучасної Франції.
Третя Республіка (1870) стала державою з республіканськими традиціями.
Перша світова війна — понад мільйон солдатів були убитими, падіння рівня промислового виробництва.
Друга світова війна. Під час війни Франція була окупована німецькими військами та не чинила опір. 6 червня 1944 союзницькі війська висадилися на берегах Нормандії й незабаром звільнили Париж.
У 1946 р. встановлена четверта (IV) республіка, яка зіткнулася з проблемами деколонізації (війна в Індокитаї, хвилювання в Тунісі, Марокко та Алжирі). Нині у Франції п'ята (V) республіка, встановлена в 1958 р. генералом де Голлем.
Після смерті Франсуа Міттерана (він помер у січні 1996 року), Президентом країни став Жак Ширак. Рішення президента про проведення ядерних випробувань на Полінезійському острові Муруроа та сусідньому атолі визнали в самій Франції та за кордоном як образливе і незаконне.
Випробування, оголошені Шираком «останніми», негативно вплинули на дипломатичні відносини Франції з країнами Тихого океану. Французькі тихоокеанські та Карибські колонії забили на сполох, вимагаючи незалежності.
Недавня історія і політика: уряд Де Голля 1944⁣ — ⁣1946 стояв на початку створення Четвертої республіки, до ООН Франція приєдналася в 1957, у 21 грудня 1958 Де Голль став президентом, пішов у відставку у 27 квітня 1969. Франсуа Міттеран, перший президент-соціаліст, був обраний 1981 і переобраний у 1988, коли поміркований соціаліст Мішель Рокар став прем'єр-міністром і залишився на своїй посаді, хоча Соціалістичній партії не вдалося втриматися на виборах у Національні збори. У вересні 1990, після нападу іракців на посольство в Кувейті, французький уряд направив контингент із 5 тис. військовослужбовців у Саудівську Аравію і відіграв важливу роль у війні в Перській затоці при звільненні Кувейту в 1991. Едіт Крессон стала першою жінкою прем'єр-міністром у 1991, але в 1992 її замінив П'єр Береговуа. Національна підтримка правління Міттерана продовжувала падати. Референдум на вересні 1992 ледве прийняв Маастрихтський договір. На виборах у Національні збори Соціалістична партія зазнала серйозної поразки. Едуар Баладюр став прем'єр-міністром.
У травні 1995 року президентом був обраний колишній мер Парижа Жак Ширак. Домінантою його зовнішньої політики стало європейське будівництво на основі осі Париж — Берлін. За його президентства досить серйозно ускладнилися відносини зі Сполученими Штатами, коли ті готували вторгнення в Ірак у 2003; Франція відмовилася брати участь в інтервенції в Ірак, хоча як всі країни НАТО надіслала військовий контингент в Афганістан.
16 травня 2007 року Жака Ширака змінив на посаді президента Ніколя Саркозі. 2012 року новим президентом Франції став Франсуа Олланд. Чинним президентом держави є Емманюель Макрон, обраний на виборах 2017 року; інавгурація відбулася 14 травня 2017 року.
Франція є постійним членом Ради Безпеки ООН, входить до «клубу» ядерних держав та до так званої «Великої сімки».
У квітні 2013 року в країні були легалізовані одностатеві шлюби.
У 2015 році Париж двічі постраждав від терористів. Теракти 7—9 січня спровокували найбільші мітинги в історії Франції, зібравши 4,4 млн осіб. Теракти в листопаді спричинили більше сотні смертей.
У 2020 році відбулися місцеві вибори у Франції, але через пандемію вони були перенесені. Перший тур місцевих виборів у Франції відбувся ще 15 березня, однак другий раунд голосування довелося перенести на тлі пандемії COVID-19. Загалом голосування відбулося приблизно у 4800 комунах, серед яких були й найбільші міста країни.
При цьому Макрон висловив свою занепокоєність рекордно низькою явкою на цих виборах. У другому турі взяли участь лише 40 відсотків виборців, а у першому їх лише трохи більше — 44 відсотки.

## Політика

### Очільник держави

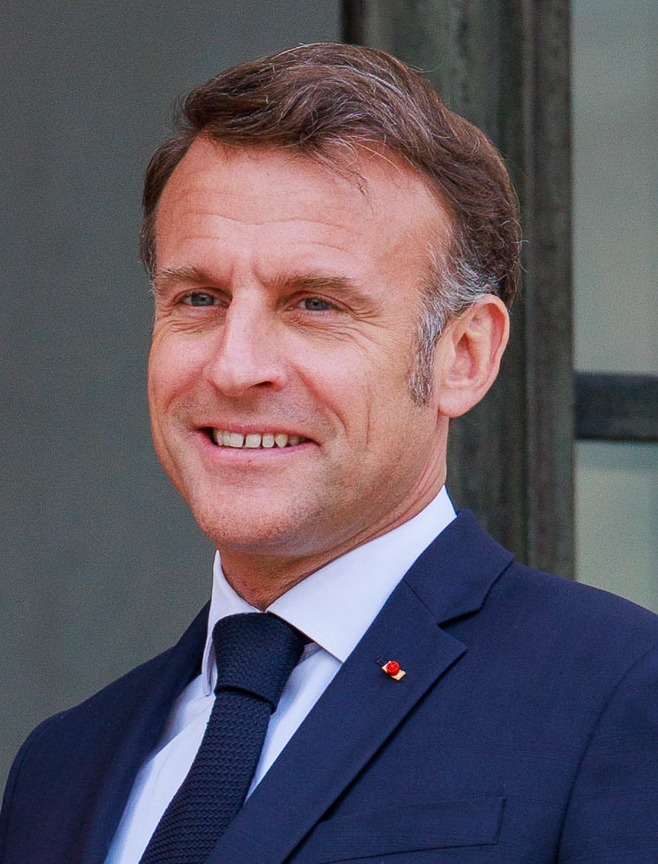
Президент Франції Емманюель Макрон (з 2017 року)

Очільник держави — президент. Президент Франції обирається загальним прямим голосуванням строком на 5 років (до 2002 року — 7 років). Президент обирається абсолютною більшістю голосів. Якщо цієї більшості не набрано в першому турі голосування, проводиться другий тур. На сьогодні Президентом Французької республіки є Емманюель Макрон, обраний на виборах 2017 року.
Президент:
- призначає прем'єр-міністра і за поданням останнього — міністрів без затвердження їх парламентом;
- має право розпускати Національні збори;
- має право після попередніх консультацій із головою Національних зборів призначати нові вибори;
- головує у Раді міністрів;
- головує у Вищій раді оборони;
- є верховним головнокомандувачем збройними силами;
- виносить на референдум проєкти законів;
- оприлюднює закони;
- може вживати будь-яких надзвичайних заходів, які «диктуються обставинами»;
- очолює Вищу раду магістратури.

### Законодавча влада
Законодавча влада здійснюється парламентом, який складається з двох палат: Національної асамблеї (нижня палата) і Сенату (верхня палата).

Логотип Національної Асамблеї Франції

Депутати Національної Асамблеї обираються за мажоритарною системою у 2 тури строком на 5 років. Національна Асамблея складається з 577 членів: 555 членів обираються шляхом прямого, загального і таємного голосування за мажоритарною системою в 555 одномандатних виборчих округах у метрополії та 22 члени — в заморських департаментах і територіях. Голова Національної Асамблеї — Бернар Аккуфйє (СПНР), обраний 26 червня 2007 року.
Сенат обирається колегією виборників, яка складається з депутатів обласних, генеральних, муніципальних рад, строком на 6 років із поновленням кожні 3 роки наполовину. Вибори проходять:
- за пропорційною системою в департаментах, де обираються по 4 сенатори й більше;
- за мажоритарною системою в департаментах, де обираються по 3 сенатори й менше.

Сенатором може бути обраний громадянин віком від 30 років. Число сенаторів становить 346 осіб. Сенатори, обрані в 1998 році та 2001 році строком на 9 років, завершують свої повноваження відповідно у 2007 році та 2010 році. Голова Сенату — Жерар Ларше (СПНР), обраний 1 жовтня 2008 року.
Згідно з Конституцією 1958 року створено Конституційну раду — вищий орган, який здійснює контроль над дотриманням Конституції. До ради входять 9 членів, які призначаються на 9 років (їхній мандат не відновлюється), і всі колишні президенти республіки довічно. Конституційна рада оновлюється на третину кожні З роки. Троє членів ради призначаються президентом, троє — головою Національних зборів. Голова Конституційної ради призначається президентом з-поміж членів ради та формально є восьмою особою в державній ієрархії. Конституційна рада здійснює контроль за виборами президента, депутатів і сенаторів, стежить за правильністю проведення референдумів і оголошує їх результати. Запити до цього органу можуть надсилати президент, прем'єр-міністр, голови обох палат парламенту, а також група депутатів або сенаторів, що налічує не менше 60 осіб. Рішення Конституційної ради оскарженню не підлягають. Вони обов'язкові для всіх органів державної влади, адміністративних і судових органів. Голова Конституційної ради Жан-Луї Дебре.

### Виконавча влада

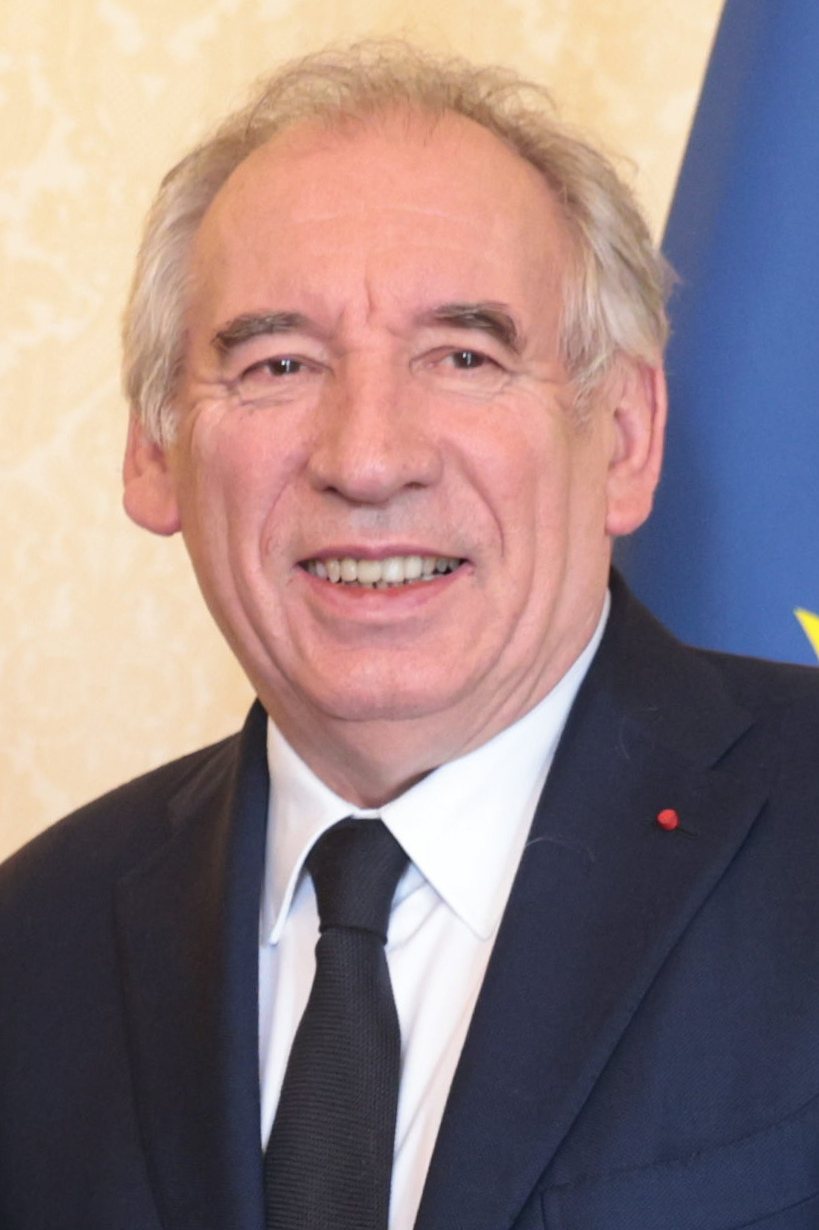
Прем'єр-міністр Франції Франсуа Байру

Виконавча влада здійснюється Президентом і Радою Міністрів (урядом). Президент призначає прем'єр-міністра і за його поданням — міністрів. Член парламенту не може бути одночасно членом уряду. Уряду не потрібний вотум довіри, однак він може бути відправлений у відставку через вотум недовіри, оголошений більшістю в Національній асамблеї.
Уряд очолює прем'єр-міністр Франсуа Байру.

### Політичні партії
- «Зелені» (Les Verts). Екологічна партія. Заснована в 1984 р. Налічує близько 9,1 тис. членів (2007 р.). Національний секретар — Сесіль Дюфло (Cecile Duflot, жін.).
- Рух за Францію — РФ (Mouvement pour la France — MPF) — партія, створена в 1994 р. Налічує близько 22 тис. членів (2007 р.). Голова — Філіпп де Віл'є.
- Демократичний рух — ДР (Mouvement Democrate — MoDem). Створена 10 травня 2007 р. колишніми членами Союзу за французьку демократію (СФД), Екологічної партії КАП 21 і партії «Зелені». Лідер — Франсуа Байру.
- Ліва радикальна партія — ЛРП (Parti Radical de gauche — PRG). Заснована в 1972 р. як Рух лівих радикалів (РЛР). З 1996 р. — Радикал-соціалістична партія. Нинішню назву має з 1997 р. Налічує 10 тис. членів (2007 р.). Голова — Жан-Мішель Байле (Jean-Michel Baylet).
- Національний фронт — НФ (Front National — FN). Крайня права партія. Заснована у 1972 р. Ле Пеном. Налічує близько 40 тис. членів (1999 р.). Керівний орган — з'їзд. Голова — Жан-Марі Ле Пен (Jean — Marie Le Pen). Генеральний секретар — Луї Альйо (Louis Aliot). Видає щомісячний журнал «Екрі де Парі».
- Національний центр незалежних і селян — НЦНС (Centre National des Independants et des Paysans — CNIP). Партія заснована у 1949 р. З 2002 р. входить у Союз підтримки народного руху (СПНР). Голова — Аннік дю Роскоут (Annick du Roscoat). Генеральний секретар — Бернар Боде (Bernard Beaudet).
- Новий центр — НЦ (Le Nouveau Centre — NC). Створений у 2007 р. колишніми членами Союзу за французьку демократію (СФД). Голова — Ерве Море (Herve Morin).
- Радикальна партія — РП (Parti Radical). Заснована в 1901 р. З 2002 р. входить у Союз підтримки народного руху (СПНР). Голова — Жан Луі Борлоо (Jean-Louis Borloo). Генеральний секретар — Лоран Енар (Laurent Henart).
- Республіканський і громадянський рух — РГР (Le Mouvement Republicain et Citoyen — MRC) — партія, створена у 2002 р. як Республіканський полю на базі Руху громадян. Нинішню назву має з 2003 р. Налічує 5 тис. членів (2007 р.). Почесний голова — Жан-П'єр Шевенман (Jean-Pierre Chevenement). Перший секретар — Жорж Сарр (Georges Sarre).
- Солідарна республіка — СР (Republique solidaire — RS) — політичний рух, заснований 19 червня 2010 р. Засновник і голова — Домінік де Вільпен (Dominigue de Villepin).
- Союз у підтримку народного руху — СПНР (Unin pour un Mouvement populaire — UMP) — партія, створена у 2002 р. як передвиборче об'єднання під назвою Союз за президентську більшість (СПБ). У вересні 2002 р. в СПБ влились Об'єднання в підтримку республіки (ОПР), Ліберальна демократія (ЛД), які припинили самостійне існування і деякі представники Союзу за французьку демократію (СФД). Перетворена в партію з нинішньою назвою на установчому з'їзді, який відбувся 17 листопада 2002 р. Нараховує 270 тис. членів (2009 р.). Відповідно до статуту на період до 2012 р. встановлюється колегіальне керівництво, яке складається з генерального секретаріату (5 чол.) і групи заступників із Національної ради (4 чол.). Генеральний секретар — Жан-Франсуа Копе (Jean-Francois Cope).
- Французька комуністична партія — ФКП (Parti Communiste Francais — PCF). Заснована 29 грудня 1920 р. Нараховує 134 тис. членів (2007 р.). Керівний орган — з'їзд. У періодах між з'їздами роботою партії керує Національна рада (254 чол.), яка обирає Виконавчий комітет. Національний секретар — П'єр Лоран (Pierre Laurent). Друкований орган — газета «Юманіте» (L'Humanite).
- Французька соціалістична партія — ФСП (Parti Socialiste — PS). Створена 11—13 червня 1971 р. на об'єднавчому з'їзді Соціалістичної партії, основу якої складала СФІО, з конвентом республіканських інститутів і іншими лівими організаціями. Нараховує близько 218 тис. членів (2007 р.). Керівні органи: з'їзд, Національна рада (38 чол.), Національне бюро і Національний секретаріат. Входить у Соціалістичний інтернаціонал. Перший секретар ФСП — Мартін Обрі (Martine Aubry, жін.). Видає тижневик «Юніте» (L'Unite).

### Зовнішні відносини
Членство в міжнародних організаціях: Франція є членом ООН і більшості спеціалізованих агентств цієї організації, ОБСЄ, ЄС, НАТО, Організації економічного співробітництва і розвитку.
Франція є співзасновником Організації Об'єднаних Націй і виконує функції одного з постійних членів Ради Безпеки ООН із правом вето.
Післявоєнна зовнішня політика Франції багато в чому визначалася членством у Європейському союзі. З 1960-х років Франція розвинула тісні зв'язки з об'єднаною Німеччиною, щоб стати найвпливовішою рушійною силою ЄС. У 1960-х роках Франція прагнула виключити британців із процесу європейського об'єднання, прагнучи затвердити свій власний статус у континентальній Європі.
На початку 1990-х років Францію критикували інші держави за підземні ядерні випробування у Французькій Полінезії.

### Сепаратизм
9 серпня 2004 лідери основних рухів за незалежність і автономію Корсики, що об'єдналися в рамках групи Unione naziunale і що отримали 8 з 51 місця в Національній асамблеї острова, заявили про готовність до переговорів про статус острова з французьким урядом. До групи входять рухи «Corsica nazione», «Indepedenza» і «FLNC-UC». У липні 2003 тут був проведений референдум про статус острова, що закінчився провалом сепаратистів.

## Збройні сили Франції
Французькі збройні сили (фр. «Forces armées françaises») — це військові та напіввійськові сили Франції, які перебувають під командуванням Президента Республіки як верховного головнокомандувача. Вони складаються з Сухопутних військ Франції (Armée de Terre), Військово-морських сил Франції (Marine Nationale, раніше відомих як Armée de Mer), Повітряно-космічних сил Франції (Armée de l'Air et de l'Espace) і Національної жандармерії (Gendarmerie nationale), яка виконує функції як військової, так і цивільної поліції в сільській місцевості. Разом вони входять до числа найбільших збройних сил у світі та є найбільшими в ЄС. Відповідно до дослідження Credit Suisse 2015 року, французькі збройні сили посідали шосте місце у світі за військовою могутністю та друге в Європі.
Франція витратила на оборону 61,3 мільярда доларів США у 2023 році, що становило 2,1 % її ВВП, роблячи її восьмим найбільшим військовим бюджетом у світі. Загальний військовий обов'язок у Франції було скасовано у 1997 році. На початок 2024 року на службі Збройних сил Франції перебувало 203 850 військовослужбовців: Французька армія — 113 800, ПКС — 40 200, Флот — 34 650, Інші види військ — 15 200. Також на службі Жандармерії Франції перебуває 95 100 осіб. Військовий резерв Франції налічує 37 300 осіб.
Франція є визнаною ядерною державою з 1960 року. Вона є учасницею як Договору про всеосяжну заборону ядерних випробувань (CTBT), так і Договору про нерозповсюдження ядерної зброї. Французькі ядерні сили (раніше відомі як Force de Frappe) включають чотири підводні човни типу Triomphant, оснащені балістичними ракетами для підводних човнів. Окрім підводного флоту, оцінюється, що Франція має близько 60 надзвукових крилатих ракет ASMP з ядерними боєголовками. Із них 50 знаходяться на озброєнні Повітряно-космічних сил та використовуються літаками далекого радіусу дії Dassault Rafale, і ще близько 10 розгорнуті у Військово-морських силах Франції та застосовуються літаками Dassault Rafale, які базуються на атомному авіаносці Charles de Gaulle (R91).
Франція має потужний військово-промисловий комплекс і є однією з провідних аерокосмічних держав світу. Країна виробляє такі військові технології, як винищувачі Dassault Rafale, авіаносець Charles de Gaulle, ракети Exocet, SCALP EG (Storm Shadow), танки Leclerc і САУ CAESAR. Франція є одним із провідних світових експортерів зброї, пропонуючи більшість своїх військових розробок для продажу, за винятком ядерних технологій.
Одним із підрозділів французької розвідки, що вважається частиною збройних сил і підпорядковується Міністерству оборони, є Генеральний директорат зовнішньої безпеки (DGSE). Інше розвідувальне агентство, Генеральний директорат внутрішньої безпеки (DGSI), підпорядковується Міністерству внутрішніх справ. Франція має одну з найсильніших систем кібербезпеки у світі.
Франція експортувала зброї на 27 мільярдів євро у 2022 році, що значно перевищує показник 2021 року (11,7 мільярда євро). За даними Стокгольмського міжнародного інституту досліджень проблем миру, Франція займає друге місце в світі з експорту озброєння (9,6 % від загального експорту зброї в світі), поступаючись лише США. При цьому Об'єднані Арабські Емірати придбали французьке озброєння на понад 16 мільярдів євро. Серед найбільших оборонних компаній Франції — Dassault, Thales і Safran.

## Економіка
Франція — високорозвинена постіндустріальна країна. За розмірами ВВП і обсягом промислового виробництва Франція посідає одне з провідних місць у західному світі (разом зі США, Німеччиною, Великою Британією та ін.). Провідна галузь промисловості — машинобудування. Розвинуті автобудування, суднобудування, тракторо- і авіабудування, електротехнічна і радіоелектронна промисловість, а також хімічна (виробництво соди, добрив, хімічних волокон, пластмас), нафтопереробна і нафтохімічна промисловість. Експортне значення мають виробництва: текстилю, одягу, галантереї, харчова промисловість і виноробство. Розвинені всі види сучасного транспорту. Головні морські порти — Марсель, Гавр, Дюнкерк, Руан, Нант, Сен-Назер, Бордо. Транспортна мережа має радіальну конфігурацію з єдиним центром — Парижем. Франція посідає одне з перших місць у світі за довжиною автошляхів і величиною автопарку. Найважливіша автострада — Лілль — Париж — Ліон — Марсель. Головні водні магістралі — Сена (яка через Уазу і Північний канал пов'язана з Північним районом, а через Марну і канал Марна-Рейн — з Лотарингією та Ельзасом) і каналізована р. Мозель (шлях для експорту лотаринзької руди та металу, а також імпорту вугілля і коксу); на ці шляхи припадає понад 4/5 перевезень.
Третина території Франції використовується на сільське господарство, 25 % з яких — це пасовища, а 27 % — ліси. Традиційно важливим сектором економіки Франції є сільське господарство. Якісний ґрунт і сприятливий клімат сприяють розвитку сільськогосподарської продукції. Насамперед вирощуються пшениця, ячмінь, кукурудза, овес, цукрові буряки, тютюн, хміль, цикорій, овочі, виноград. Бургундія, Бордо та інші місцевості славляться виноробством.
Великі прибутки приносить також туризм, який особливо розвинений у Парижі, на узбережжі та в горах.
За даними [Index of Economic Freedom, The Heritage Foundation, U.S.A., 2001]: ВВП — 1600 млрд $. Темп зростання ВВП — 3,2 %. ВВП на душу населення — $ 27 975. Прямі іноземні інвестиції — $ 12,5 млрд. Імпорт (машини та обладнання, нафта, кам'яне вугілля, кольорові метали, целюлоза, бавовна, вовна, деревина) — $ 334 млрд (головним чином Німеччина — 17,2 %; Італія — 9,9 %; США — 8,8 %; Велика Британія — 8,4 %; Бенілюкс — 7,7 %). Експорт (транспортне обладнання, автомобілі, сільськогосподарські та продовольчі товари, хімічні товари й напівфабрикати) — $ 377,8 млрд (г. ч. Німеччина — 15,9 %; Велика Британія — 10 %; Італія — 9,1 %; Іспанія — 8,7 %; Бенілюкс — 7,7 %).
Франція — одна з найбільших економічно розвинених країн світу. За обсягом промислової продукції Франція ділить з Італією 4-е місце у світі (після США, Японії та Німеччини). У 1997 обробна промисловість дала 25,1 % загальної доданої вартості; в ній було зайнято 4,2 млн чол., тобто 18,6 % всіх трудових ресурсів країни. Франція займає 4-е місце у світі з експорту промислових товарів. У формуванні валового внутрішнього продукту (ВВП) Франції домінує сфера послуг. Велику роль відіграють надходження від зовнішньої торгівлі та туризму. Експорт: фрукти (переважно яблука), вино, сир, пшениця, автомобілі, літаки, залізо і сталь, нафтопродукти, хімікати, ювелірні вироби, шовк.
Дивись також: Економічні райони Франції, Корисні копалини Франції, Історія освоєння мінеральних ресурсів Франції, гірнича промисловість Франції.

## Туризм у Франції

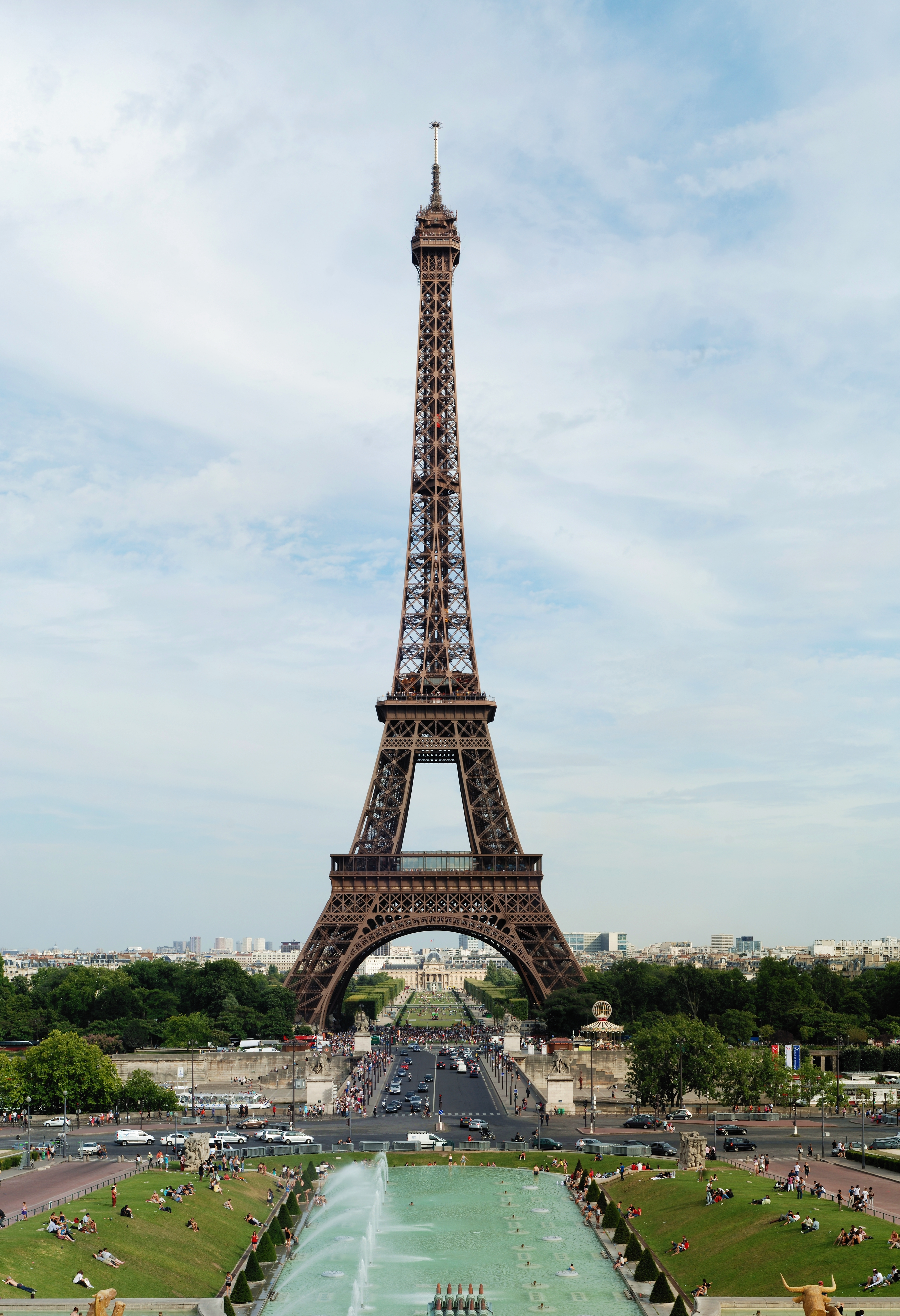
Ейфелева вежа в Парижі — найвідвідуваніший монумент у світі

Франція — найвідвідуваніша країна у світі (за кількістю іноземців, що приїжджають); Париж — найтуристичніше місто; Ейфелева вежа — найвідвідуваніший у світі монумент: тобто Франція — безперечна чемпіонка світового туризму.
Проте дохід від міжнародного туризму значно вищий у США (81,7 млрд дол.), ніж у Франції (42,3 млрд дол.), що пояснюється коротшим перебуванням туристів у Франції: ті хто приїжджають до Європи прагнуть відвідати й сусідні, не менш привабливі країни. До того ж французький турист більше сімейний, ніж діловий, що також пояснює менші витрати туристів у Франції.
У 2000 році Францію відвідало близько 75,5 млн туристів — абсолютний рекорд. Зовнішній баланс французького туризму позитивний: у 2000 році дохід від туризму склав 32,78 мільярда євро, тоді як французькі туристи, що подорожували за кордон, витратили тільки 17,53 мільярда євро.
Те, що поза сумнівом привертає тих, що приїжджають до Франції — це велика різноманітність пейзажів, довгі лінії океанічного і морського узбережжя, помірний клімат, безліч різних пам'ятників, а також престиж французької культури, кухні та способу життя.
Для поїздки у Францію потрібна віза (Шенгенська), що оформляється заздалегідь; або, для громадян України, доступний безвізовий в'їзд за біометричним паспортом. Візу звичайно роблять протягом 2 тижнів, практично завжди необхідно особиста присутність. Короткострокові візи іноді даються відразу — за умови подання повного пакета документів і відсутності перешкод для оформлення.
Радять уточнювати список перед здачею документів у будь-яку фірму. Дуже не рекомендовано порушувати терміни перебування — Вас випустять із Франції навіть із простроченою візою, але можуть внести в 'чорний список', і тоді про поїздки в західну Європу можна буде надовго забути.

## Транспорт

### Залізничний транспорт

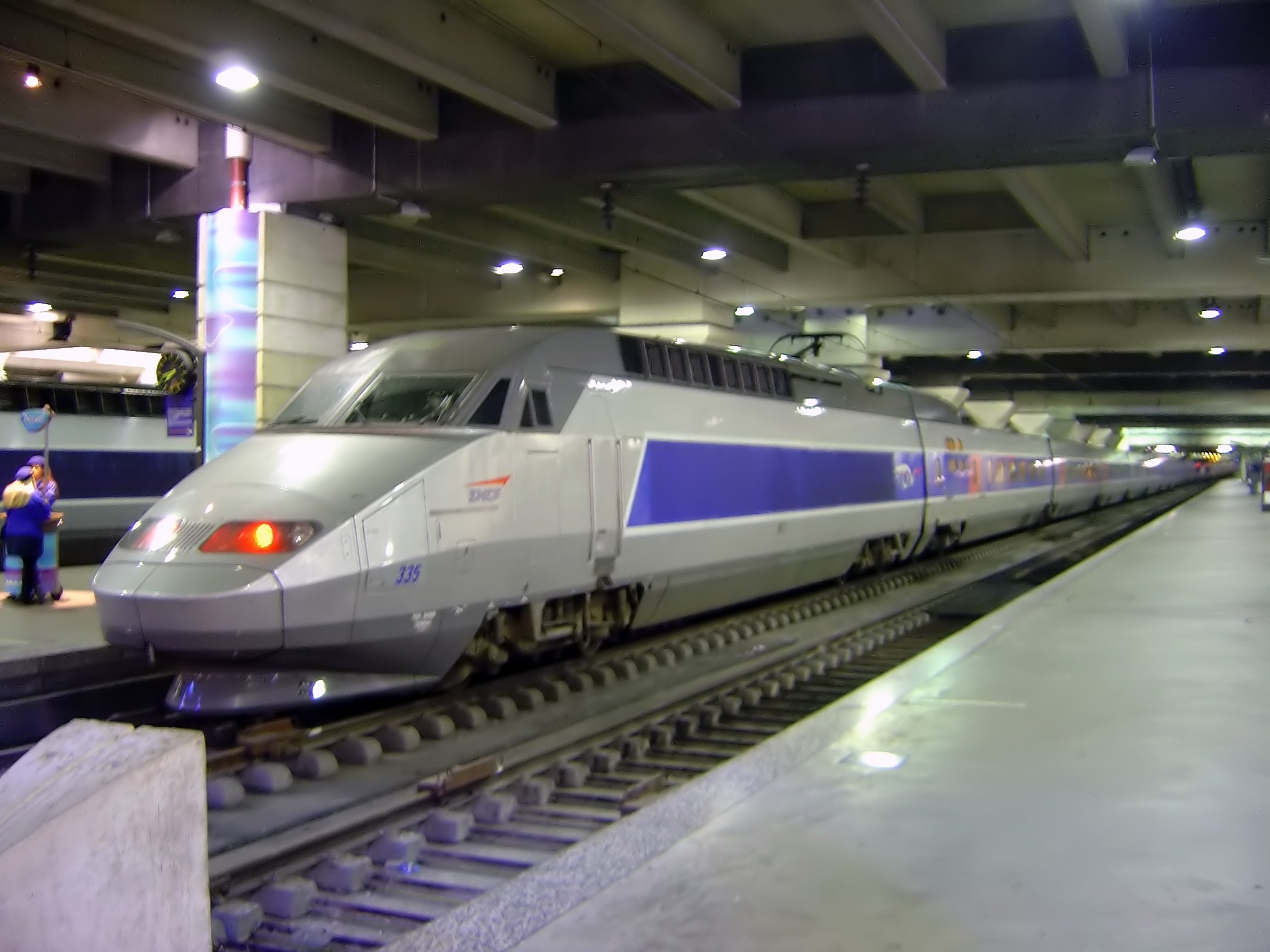
TGV вирушає від платформи вокзалу Монпарнас у Парижі

Залізничний транспорт дуже розвинений. Місцеві та нічні поїзди, зокрема TGV («Trains à Grande Vitesse» — високошвидкісні поїзди) зв'язують столицю зі всіма великими містами країни, а також з сусідніми країнами Європи. Швидкість руху цих потягів — 320 км/год. Залізнична мережа Франції становить 29370 кілометрів, і є найпротяжнішою залізничною мережею серед країн Західної Європи. Залізничне сполучення існує зі всіма сусідніми країнами, окрім Андорри.

### Метрополітен
Метро у Франції є в Парижі, Ліоні, Марселі, Ліллі, Тулузі, Ренні. У Руані — частково підземний швидкісний трамвай.
Крім системи метро, в Парижі існує мережа RER (Reseau Express Regional), зв'язана одночасно з системою метро і мережею приміських поїздів.

### Автомобільний транспорт

Мапа автошляхів Франції

Мережа автомобільних доріг досить щільно покриває всю територію країни. Загальна протяжність автодоріг: 951500 км.
Основні дороги Франції ділять на такі групи:
- Автотраси — назва дороги складена з букви A з номером дороги. Максимальне можливе обмеження швидкості — 130 км/год, обов'язкова наявність заправок кожні 50 км, бетонна розділова смуга, відсутність світлофорів, пішохідних переходів.
- Національні дороги — префікс N. Максимальне можливе обмеження швидкості — 90 км/год (за наявності бетонної розділової смуги — 110 км/год).
- Департаментальні дорогі — префікс D. Максимальне обмеження швидкості — 90 км/год.

У містах обмеження швидкості — 50 км/год. Використання ременів безпеки — обов'язково. Діти до 10 років повинні перевозитися в спеціальних сидіннях.

### Авіатранспорт
У Франції близько 475 аеропортів. 295 з них мають асфальтовані або бетонні злітно-посадкові смуги, решта 180 — ґрунтові (дані на 2008 рік). Найбільший французький аеропорт — аеропорт Шарля де Голля, розташований у передмісті Парижа. Ер Франс — національний французький авіаперевізник, що здійснює авіарейси практично у всі країни світу.

## Демографія
Населення. Загальна чисельність населення на 2017 рік становила 64 млн чол. в метрополії (з урахуванням заморських департаментів і територій близько 67. млн чол. (2017 р.)), що ставить Францію на 12-е місце у світі й 3-е місце в Європі за кількістю населення. Франція — однонаціональна держава, її населення становлять французи. Приблизно чверть корінного населення (4,5 млн) — це іноземці (алжирці, португальці, італійці, іспанці, вірмени тощо), що народилися, виросли та заснували родини у Франції. Щороку приблизно 10 тис. осіб отримують французьке громадянство.

### Міста
Столиця — Париж (Paris), 2,188 млн жителів (2017 р.). З передмістями — близько 12,5 млн жителів.
Великі міста — Марсель (862 тис.), Ліон (516 тис.), Тулуза (480 тис.), Ніцца (340 тис.), Нант (309 тис.), Монпельє (285 тис.), Страсбург (281 тис.).

### Мови
Офіційна мова — французька. Нею послуговується переважна більшість частина населення. Розвинувшись з народної латини, французька відійшла від неї далі, ніж будь-яка інша романська мова. Сучасна французька походить від так званого Langue d'Oil, діалекту північної Франції, на відміну від Langue d'Oc, який був поширений на півдні в однойменній провінції. Поділ цих двох варіантів французької пов'язаний зі способом вимови слова «так». У наш час Langue d'Oil майже витіснила Langue d'Oc. Хоча й до цього дня у Франції використовуються різні діалекти французької мови. У 1994 р. був прийнятий закон про мову (закон Тубона). У ньому не просто закріплювався статус французької мови як мови республіки, а й мова захищалася від витіснення іноземними словами, запозиченнями.
Регіональні мови включають каталанську, провансальську (романські) та бретонську (кельтська).

### Релігія

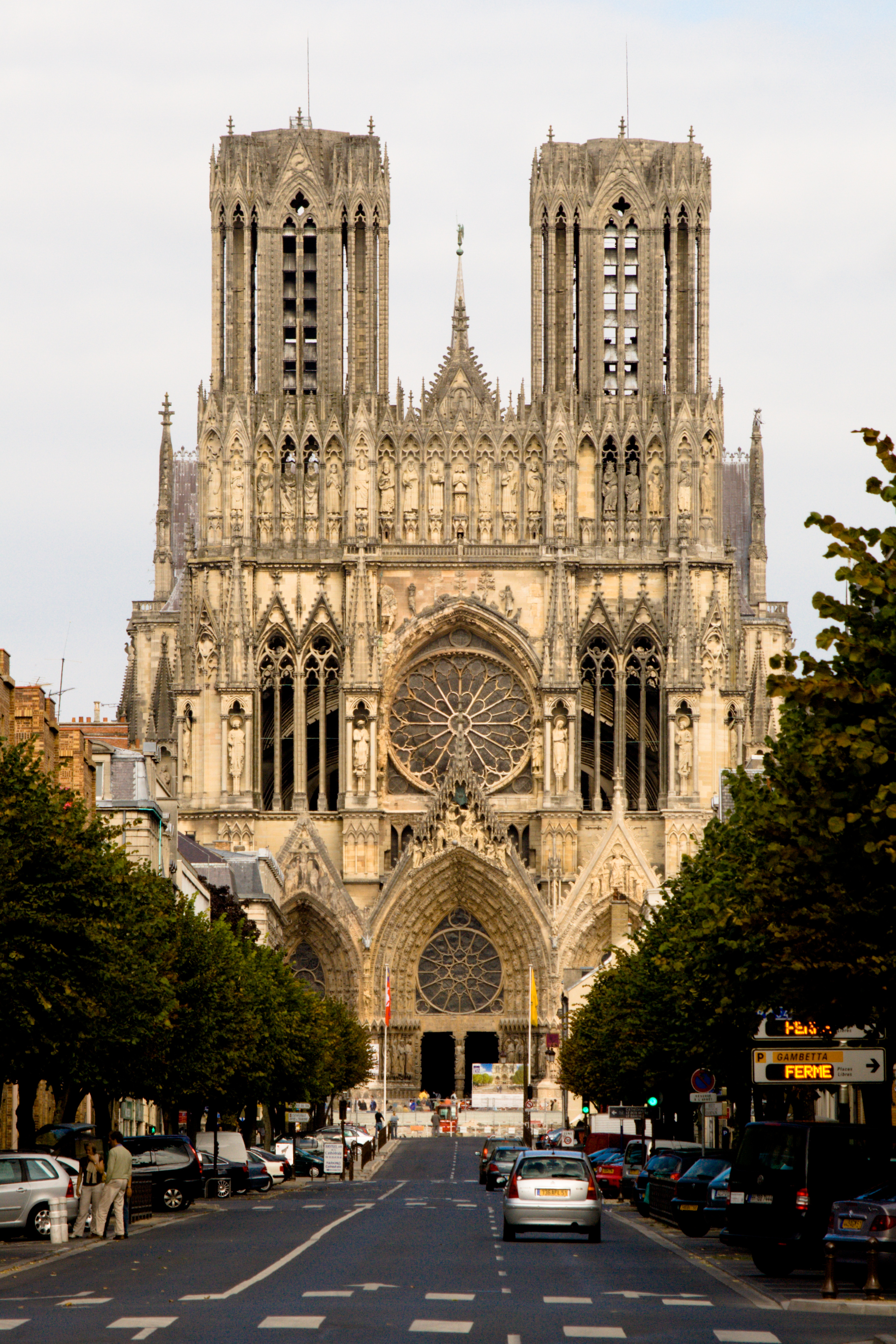
Реймський собор

Найпоширеніша релігія у Франції — католицизм. Але з огляду на історичні причини у Франції співіснують багато різних релігій. На другому місці — іслам. Його сповідують вихідці з країн Північної Африки, колишніх французьких колоній. Є також прибічники юдаїзму, православ'я, протестантизму та англіканства.
Франція — світська країна, свобода совісті передбачена конституційним правом. Саме у Франції зародилася і розвинулася доктрина світськості (laïcité), відповідно до якої держава жорстко відокремлена від всіх релігійних організацій. Згідно з опитуванням, проведеним у 2005 році, 34 % французьких громадян заявили про те, що вони «вірять в існування Бога», 27 % відповіли, що «вірять в існування надприродних сил», і 33 % заявили, що вони атеїсти та не вірять в існування подібних сил.
Згідно з опитуванням, проведеним у січні 2007 року, 51 % французів вважають себе католиками, 31 % визначають себе як агностики або атеїсти, 10 % заявили, що належать до інших релігійних течій або не мають думки із цього приводу, 4 % — мусульмани, 3 % — протестанти, 1 % — юдеї.
За даними Le Monde, у Франції 5 мільйонів осіб симпатизує буддизму, але практикують цю релігію близько 600 000 осіб. З них 65 % практикують дзен-буддизм.

## Освіта і наука

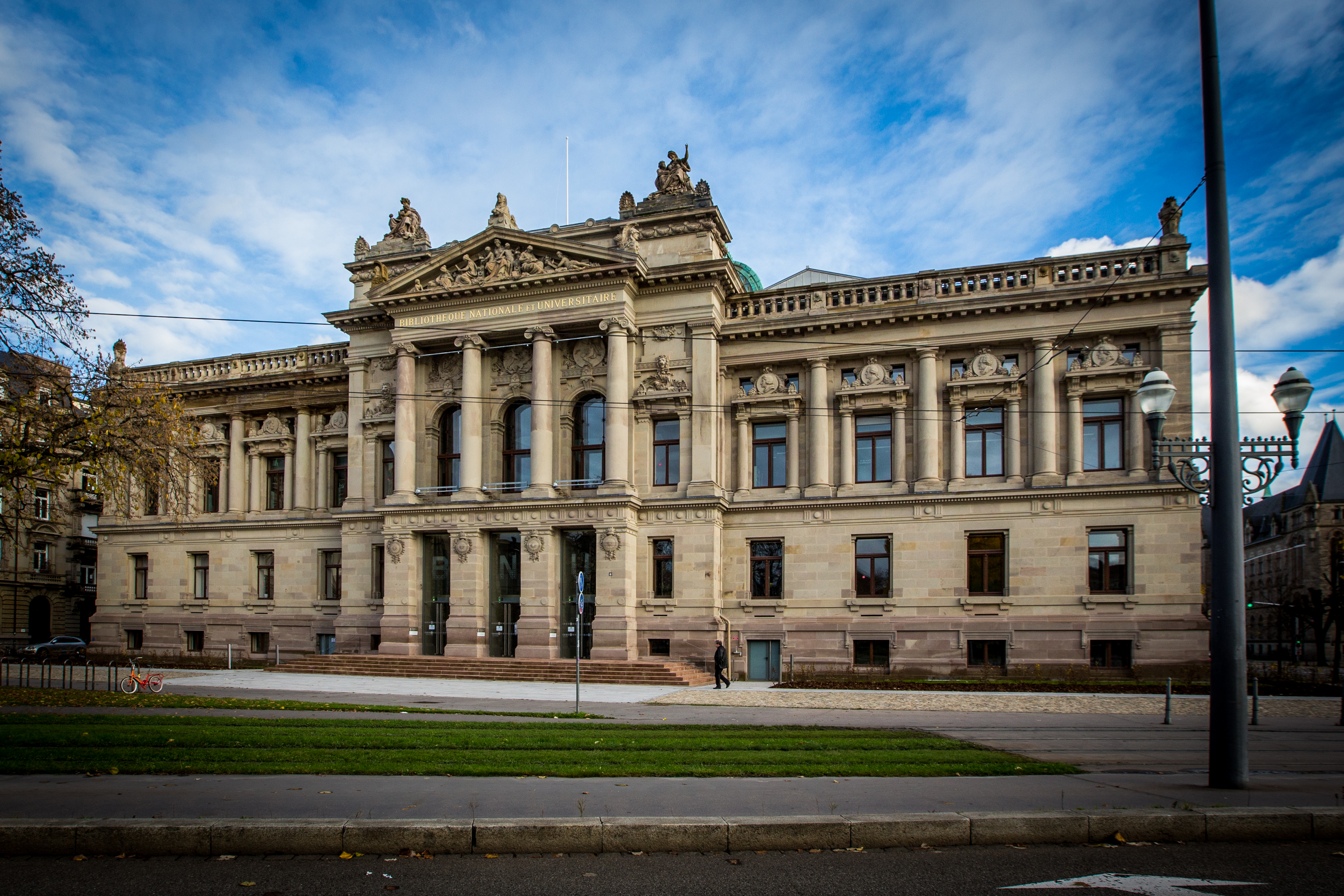
Національна й університетська бібліотека Страсбурга

### Освіта
У 1802 році Наполеон Бонапарт запровадив перші ліцеї (фр. lycée). З усім тим, батьком сучасної французької школи вважають Жуля Феррі.

### Наука
У Франції існує великий центр наукових досліджень — CNRS (Centre national de la recherche scientifique — національний центр наукових досліджень). Також діє IN2P3 — національний дослідницький центр, його мета — «сприяння та об'єднання науково-дослідної діяльності в різних галузях фізики»
В області атомної енергетики виділяється науковий центр CEA (Comissariat à l'énergie atomique). У сфері досліджень космосу і проєктування космічних приладів, CNES (Centre national d'études spatiales) є найбільшим науковим центром Франції. Інженери CNES також розробляли кілька проєктів спільно з радянськими інженерами.
Франція активно бере участь у європейських наукових проєктах, наприклад, у проєкті супутникової системи навігації Galileo або в проєкті Envisat — супутника, що вивчає клімат Землі.

## Культура

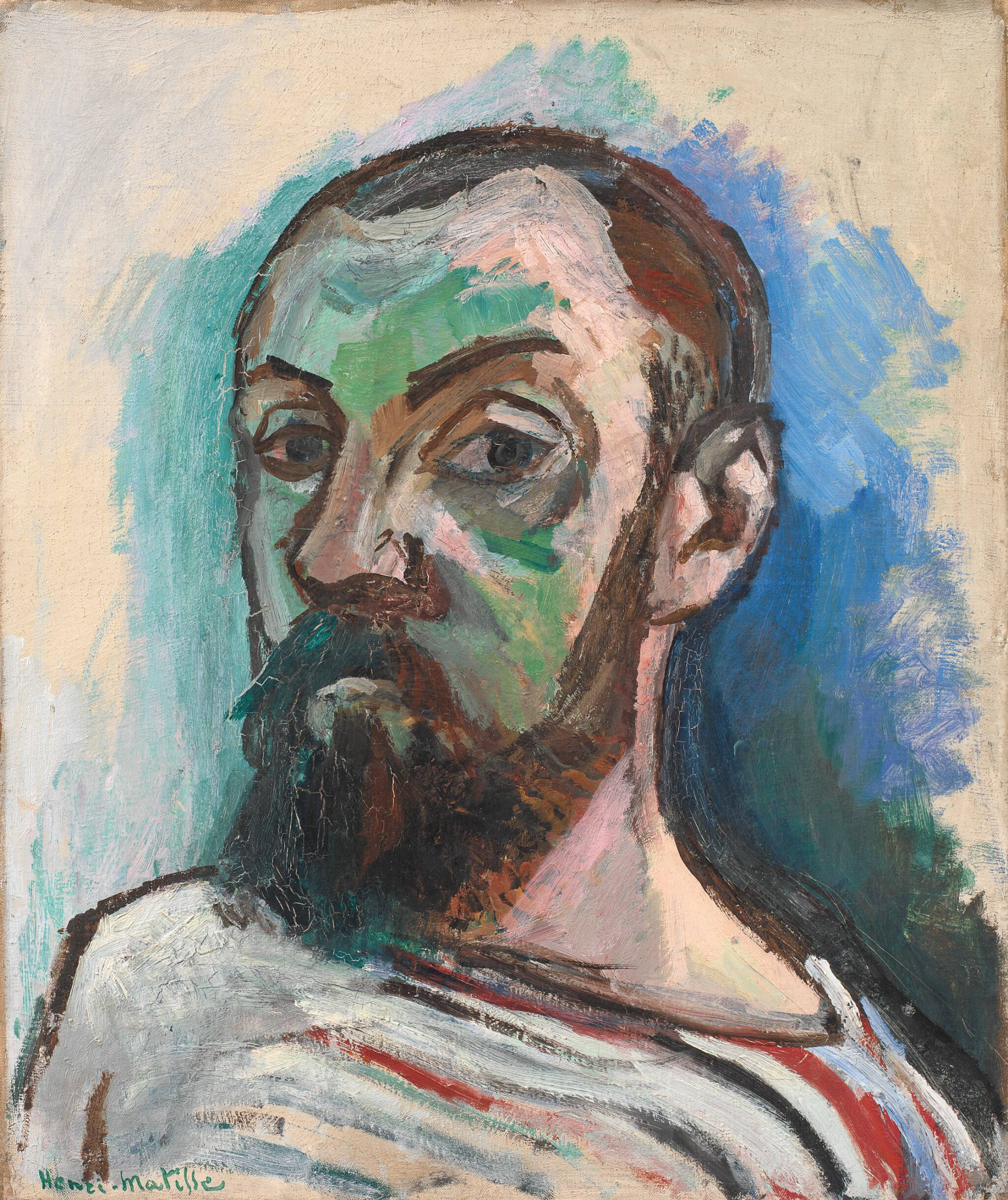
Анрі Матісс

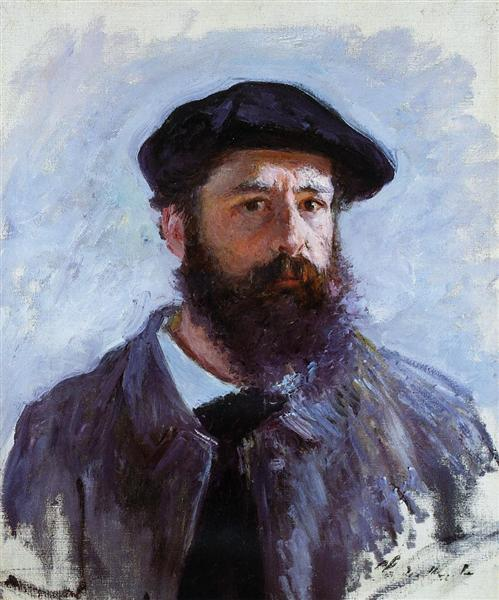
Клод Моне

Французька культура — багата, різноманітна, з багатою історією, що відображає не тільки культуру кожного свого регіону, але і вплив імміграційних хвиль різних епох. Саме культурне багатство країни робить Францію одним із найпривабливіших туристичних напрямів.
Французька культура дала цивілізації великих математиків, численних філософів, письменників, композиторів, Століття Просвіти, мову дипломатії, універсальну концепцію прав людини. Франція відома в усьому світі своїми численними досягненнями в області медицини і технології, а також особливим французьким стилем життя.

### Філософія
У середньовіччі та до кінця XIV ст. французька філософія була провідною в Європі, тому що майже всі видатні філософи вчилися чи викладали, принаймні деякий час, в палацевій школі (Schola Palatina) в Парижі чи Паризькому університеті, заснованому у 1206 році. Французька філософія відома у всьому світі завдяки своєму оригінальному стилю та тематиці. Для неї характерна ясність мислення, майстерне варіювання виразів та вражаючі образи поєднуються з надзвичайною філософською серйозністю та гостротою, тісний зв'язок з суспільним та політичним життям нації. Специфіка французької філософії зумовлена її мовою, яка надає їй поетичність, художність та вишуканість.

### Музика

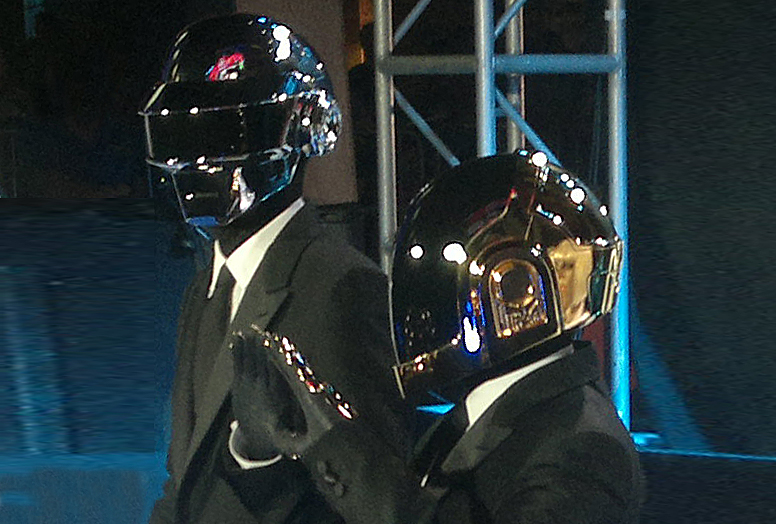
Daft Punk

Французька музика черпає витоки з фольклору кельтських і германських племен, які жили у давні часи на території нинішньої Франції. Зі становленням Франції в період Середньовіччя у французькій музиці злилися народні музичні традиції численних регіонів країни. Французька музична культура розвивалася, взаємодіючи також із музичними культурами інших європейських народів, зокрема італійського та німецького. Починаючи з другої половини XX століття музична сцена Франції збагатилася музичними традиціями вихідців з Африки. Вона не залишається осторонь світової музичної культури, увібравши в себе нові музичні тенденції й надавши особливого французького колориту джазу, року, хіп-хопу тощо.

### Кінематограф

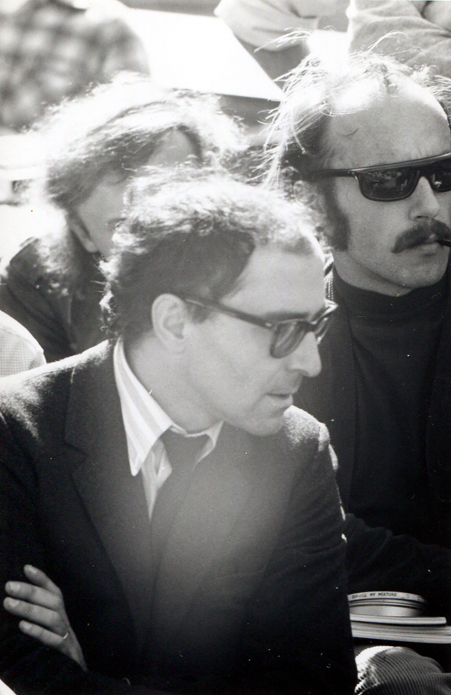
Жан-Люк Годар

Після винаходу кіно в Ліоні, Франція розвиває власну кінематографічну індустрію, яка залишається в Європі серед тих небагатьох, що продовжують протистояти Голлівуду.

### Кухня

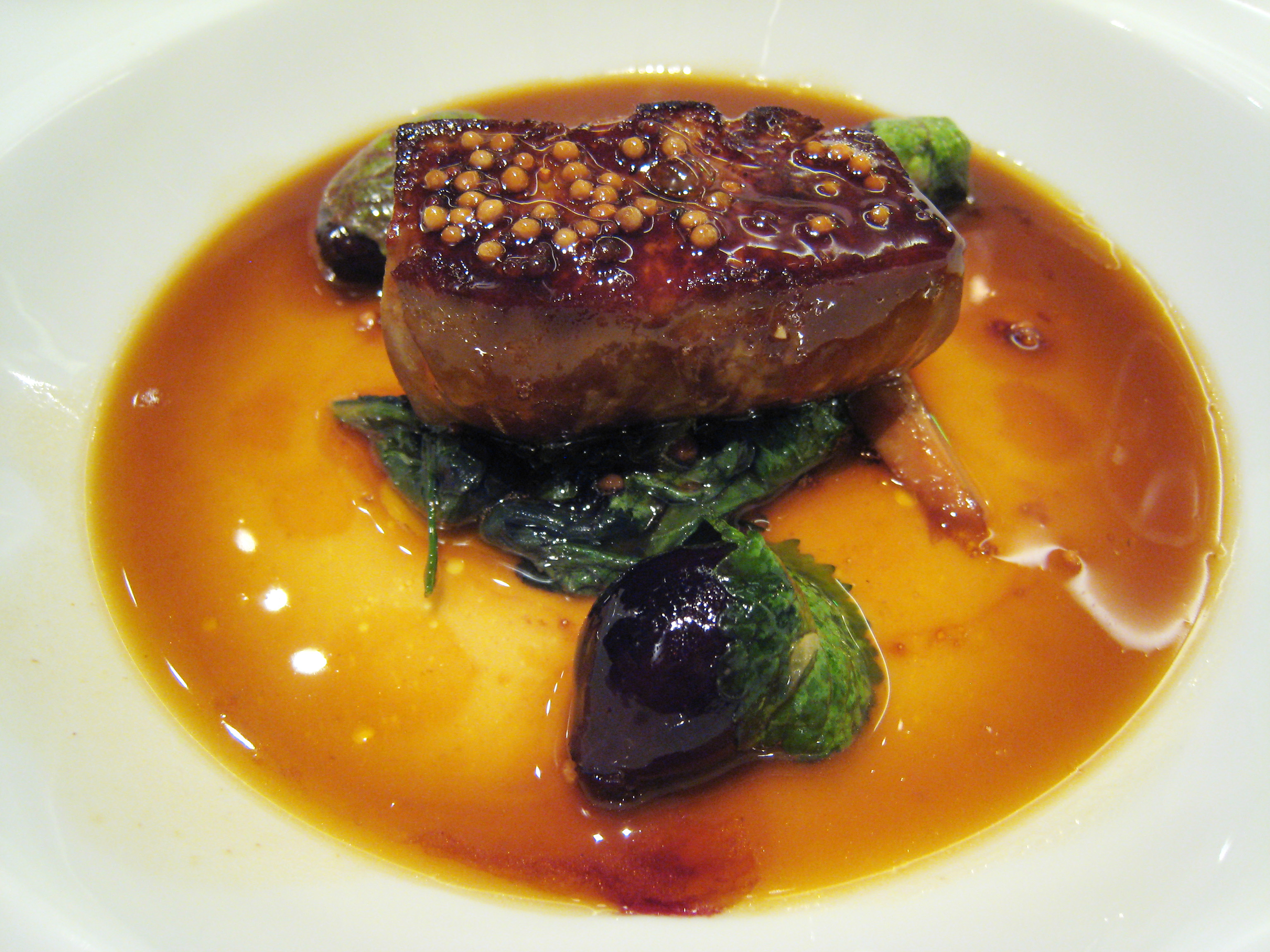
Фуа-гра

Кухня Франції — це особлива частина культури держави. Національна кухня Франції та найкращі національні страви Франції представлені в цьому розділі. Національні страви Франції вражають уяву своєю незвичністю прекрасним смаком і різноманітністю. Окрім того, що страви Франції мають свій неповторний і вишуканий смак, вони ще й відрізняються оригінальним оформленням.
Традиційними стравами вважаються устриці, жаб'ячі лапки та цибулевий суп. До столу обов'язково подається вино також воно є складовою багатьох страв. Звичайне це сухе вино, червоне або біле, залежно від страви. Деякі французи воліють розбавляти вино водою. Особливою популярністю у Франції користуються сири. Офіційно існує понад 400 сортів французького сиру (а щороку з'являються нові), рецепти приготування яких є найсуворішою таємницею.

## Свята та вихідні дні
Докладніше: Свята Франції
- 1 січня — День святого Сільвестра, або Новий рік
- Квітень-травень — Великдень
- 1 травня — Національний День праці, або День конвалії
- 8 травня — День визволення від фашистської окупації
- Травень-червень — Вознесіння Господнє
- 23 травня — День Духів
- Червень — Трійця
- 14 липня — День взяття Бастилії
- 15 серпня — Успіння Богородиці
- 1 листопада — День усіх святих
- 11 листопада — День перемир'я — закінчення 1918 року Першої світової війни
- 25 грудня — Різдво

Крім того, у Франції відзначається понад 100 регіональних, традиційних, релігійних, фольклорних, історичних та інших свят.

## Засоби масової інформації

### Телебачення і радіомовлення
У 1995 році 95 % французьких родин мали у себе удома телевізор.
У дециметровому діапазоні працюють декілька державних (France-2, France-3, France-5, Arté — останній спільно з Німеччиною) і приватних (TF1, Canal+ (платний канал), M6) телекомпаній.
З появою у 2005 році цифрового ефірного телебачення набір доступних безкоштовних каналів розширився. З 2009 року починається поступова відмова від аналогового телебачення, повне вимкнення якого на території Франції заплановано до 2013 року.
Безліч тематичних державних радіостанцій мовить у FM-діапазоні: France Inter, France Info (новини), France Bleu (місцеві новини), France Culture (культура), France Musique (класична музика, джаз), FIP (музика), Le Mouv' (молодіжна доля-радіостанція) та інші. 2009 року заплановано визначити умови переходу радіостанція на цифрове мовлення з метою повної відмови від аналогових технологій до 2011 року.

### Журнали та газети

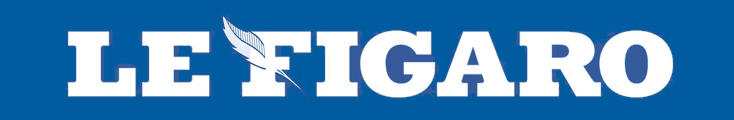
Le Figaro

Популярні журнали — «Paris Match» (ілюстрований тижневик новин), «Femme actuelle», «Elle» і «Marie-France» (журнали для жінок), «L'Express», «Le Point» і «Le Nouvel Observaleur» (тижневики новин), «Télé7 jour» (телепередачі та новини).
Серед щоденних газет національного значення найбільші тиражі мають «Le Figaro», «Le Parisien», «Le Monde», «France-Soir» і «La Libération». Найпопулярніші спеціалізовані журнали — «L'Equipe» (спортивний) і «Les Echos» (ділові новини).
З початку 2000-х років поширення набула щоденна безплатна преса, що фінансується коштом розміщеної в ній реклами: 20 minutes (лідер французької преси за кількістю читачів), міжнародна газета metro, а також безліч місцевих видань.
Виходить також багато щоденних регіональних газет, найвідоміша з них «Ouest-France», що випускається тиражем 797 тис. екземплярів, це майже удвічі перевищує наклад будь-якій із національних щоденних газет.

## Спорт

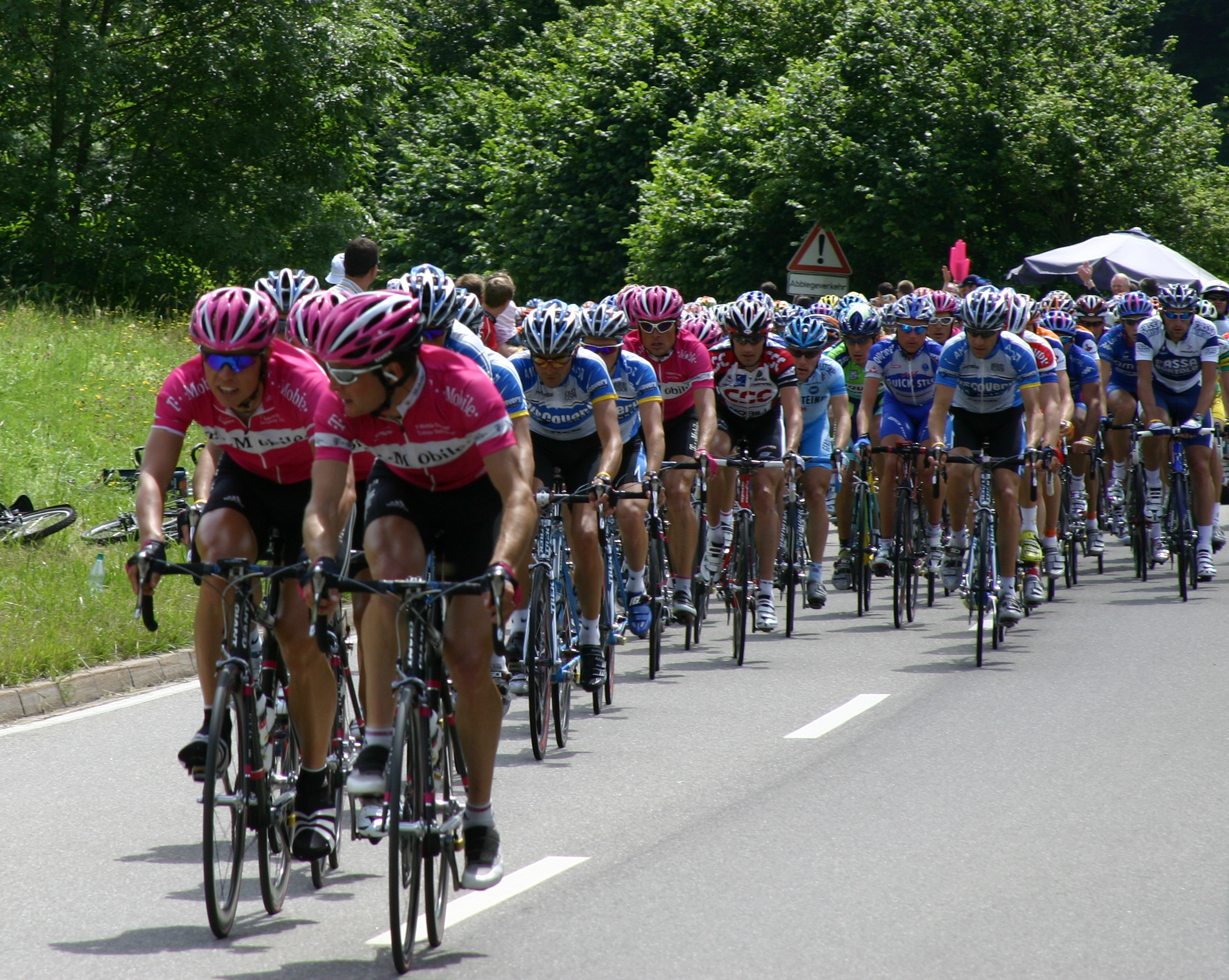
Tour de France

Найпопулярніші види спорту в Франції — футбол і регбі. Причому, регбі популярніше на Півдні та серед корінних мешканців країни, а футбол на Півночі та серед емігрантів. Франція була господарем чемпіонатів світу з футболу в 1938 та 1998 роках та чемпіонату світу з регбі у 2007 році. Національні збірні Франції з цих видів спорту серед найсильніших у світі. Збірна Франції з футболу виграла домашній чемпіонат світу 1998 року, та вдруге виграла чемпіонат, який проводився в Росії 2018 року. Чемпіонати Європи 1984 та 2000 років.
На території Франції проводяться такі змагання світового значення, як Тур де Франс, 24 години Ле-Мана, а також низка престижних тенісних турнірів, включно з турніром Великого шолома — відкритим чемпіонатом Франції.
Франція відіграла значну роль у відновленні та популяризації Олімпійських ігор. Саме француз, П'єр де Кубертен започаткував проведення Олімпійських ігор сучасності. На території країни проходили Олімпіади 1924 року в Парижі, 1924 року в Шамоні, 1968 року в Греноблі та 1992 року в Альбервілі.
Серед інших популярних видів спорту: фехтування, гандбол, баскетбол, дзюдо, біатлон, фігурне катання, гірськолижний спорт тощо.